# Географія Еквадору
Еквадор — південноамериканська країна, що знаходиться західному, тихоокеанському узбережжі континенту . Загальна площа країни 283 561 км² (74-те місце у світі), з яких на суходіл припадає 276 841 км², а на поверхню внутрішніх вод — 6 720 км². Площа країни удвічі менша площі території України. 

## Етимологія
Офіційна назва — Республіка Еквадор, Еквадор (ісп. Republica del Ecuador, Ecuador). Назва країни походить від її географічного розташування на екваторі. Назва запропонована 1830 року, коли департамент Кіто виокремився від Великої Колумбії в незалежну державу .

## Географічне положення
Еквадор — південноамериканська країна, що межує з двома іншими країнами: на півночі — з Колумбією (спільний кордон — 708 км), на сході і півдні — з Перу (1529 км). Загальна довжина державного кордону — 2237 км. Еквадор на заході омивається водами Тихого океану. Загальна довжина морського узбережжя становить 2237 км.
Згідно з Конвенцією Організації Об'єднаних Націй з морського права (UNCLOS) 1982 року, протяжність територіальних вод країни встановлено в 200 морських миль (370,4 км) від узбережжя. Континентальний шельф — 100 морських миль до ізобати 2500 м (стаття 76).

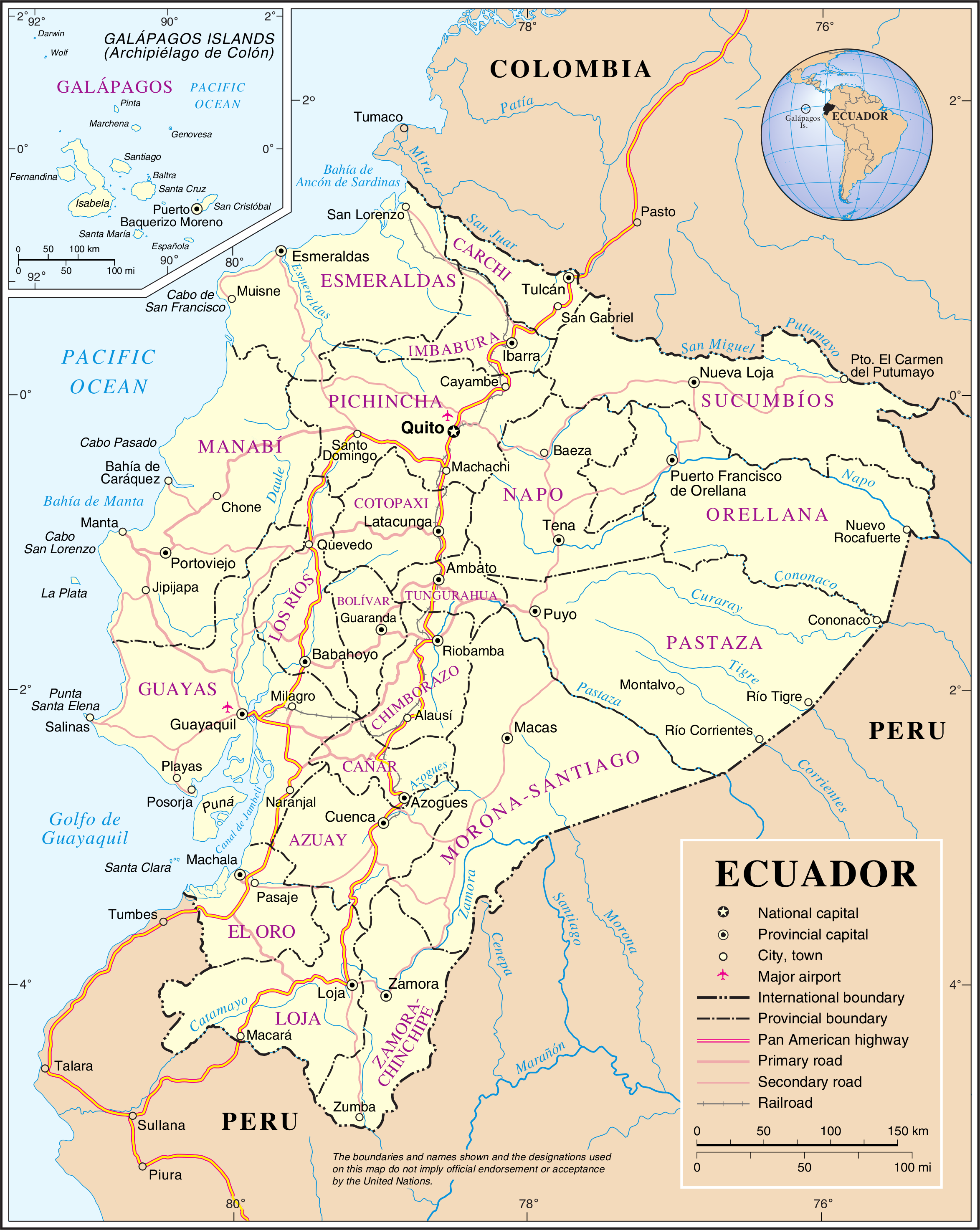
Карта Еквадору від ООН (англ.)
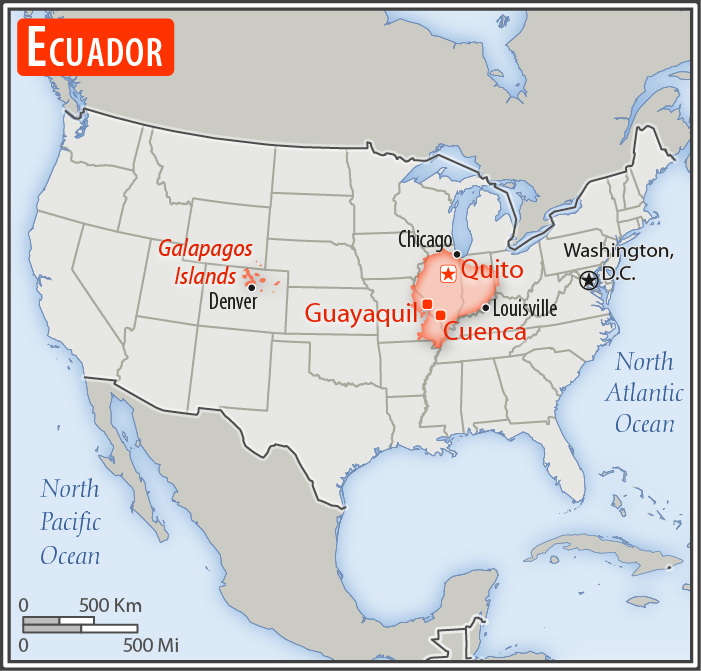
Порівняння розмірів території Еквадору та США
Територіальні води і ВЕЗ Еквадору
Морські кордони Еквадору
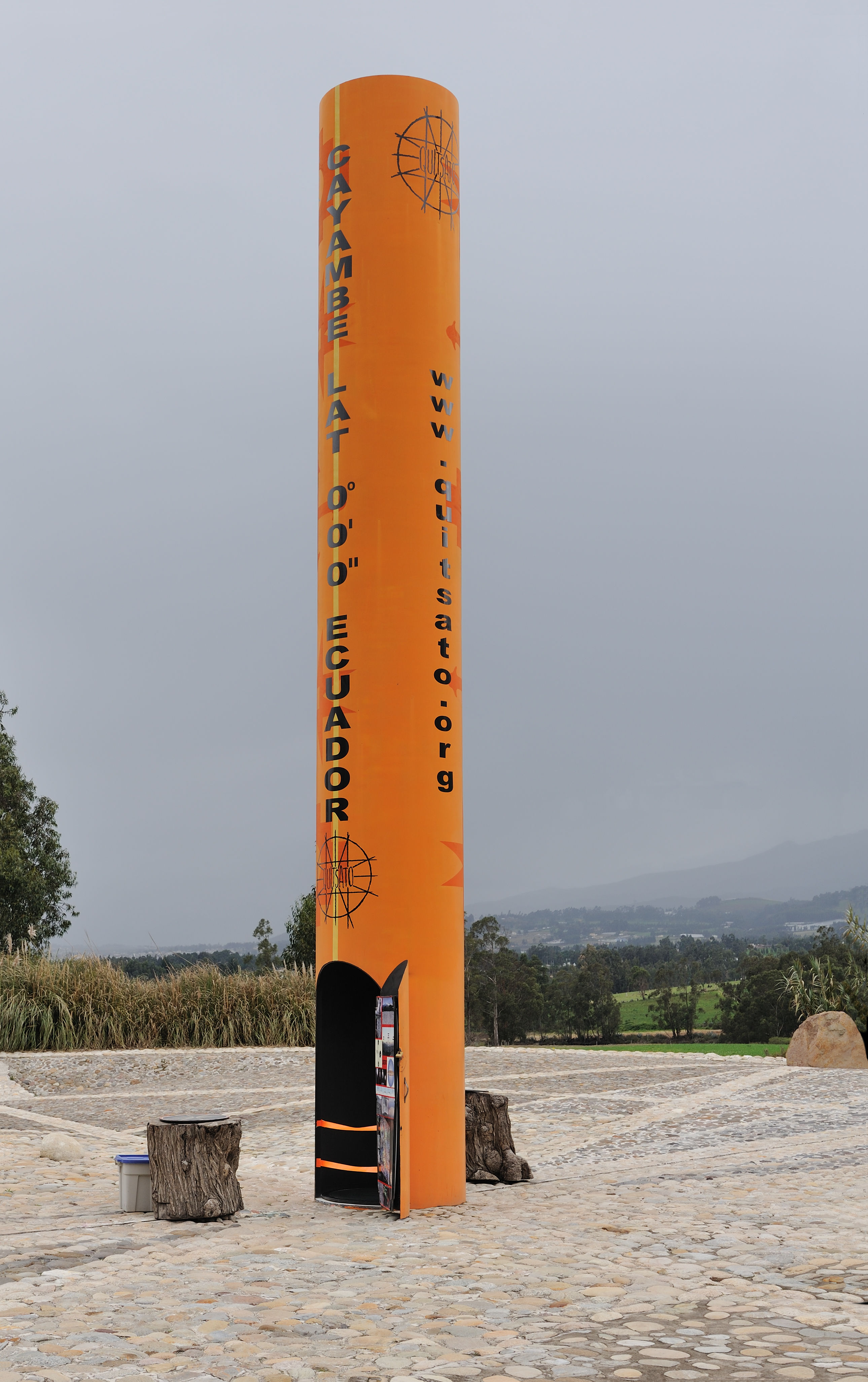
Знак екватора, поблизу Каямбе

### Крайні пункти
- Крайня північна точка – острів Дарвіна, Галапагоські острови
- Крайня північна точка (материк) – гирло річки Матахе, провінція Есмеральдас
- Крайня південна точка – кордон з Перу, кантон Чінчіпе
- Крайня західна точка – острів Фернандіна, Галапагоські острови
- Крайня західна точка (материк) – півострів Санта-Елена, кантон Салінас
- Крайня східна точка – кордон з Перу, провінція Орельяна

### Час
Час у Еквадорі: UTC-5 (-7 годин різниці часу з Києвом). Галапагоські острови лежать в годинному поясі UTC-6.

## Геологія

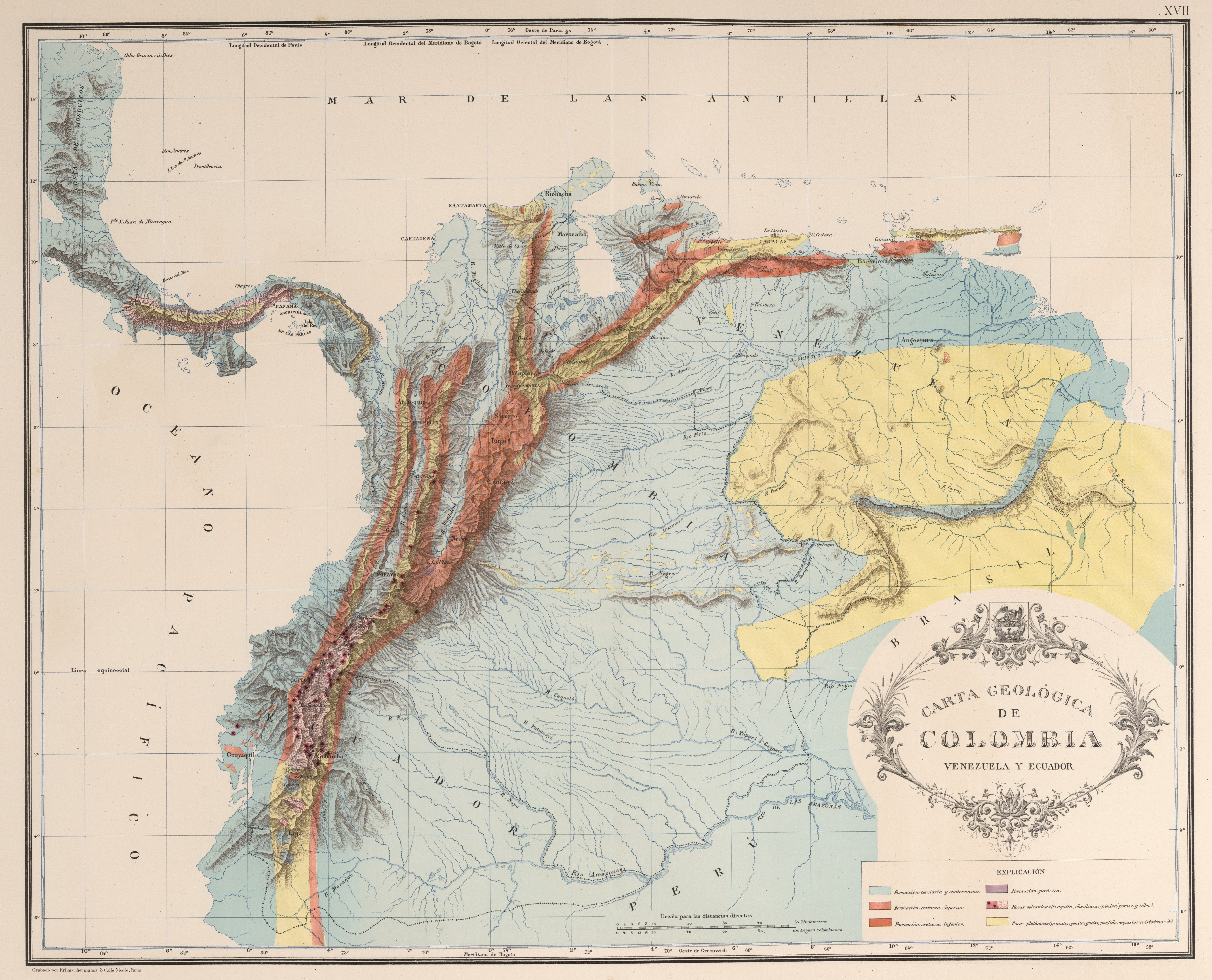
Геологічна карта Великої Колумбії, 1890 рік
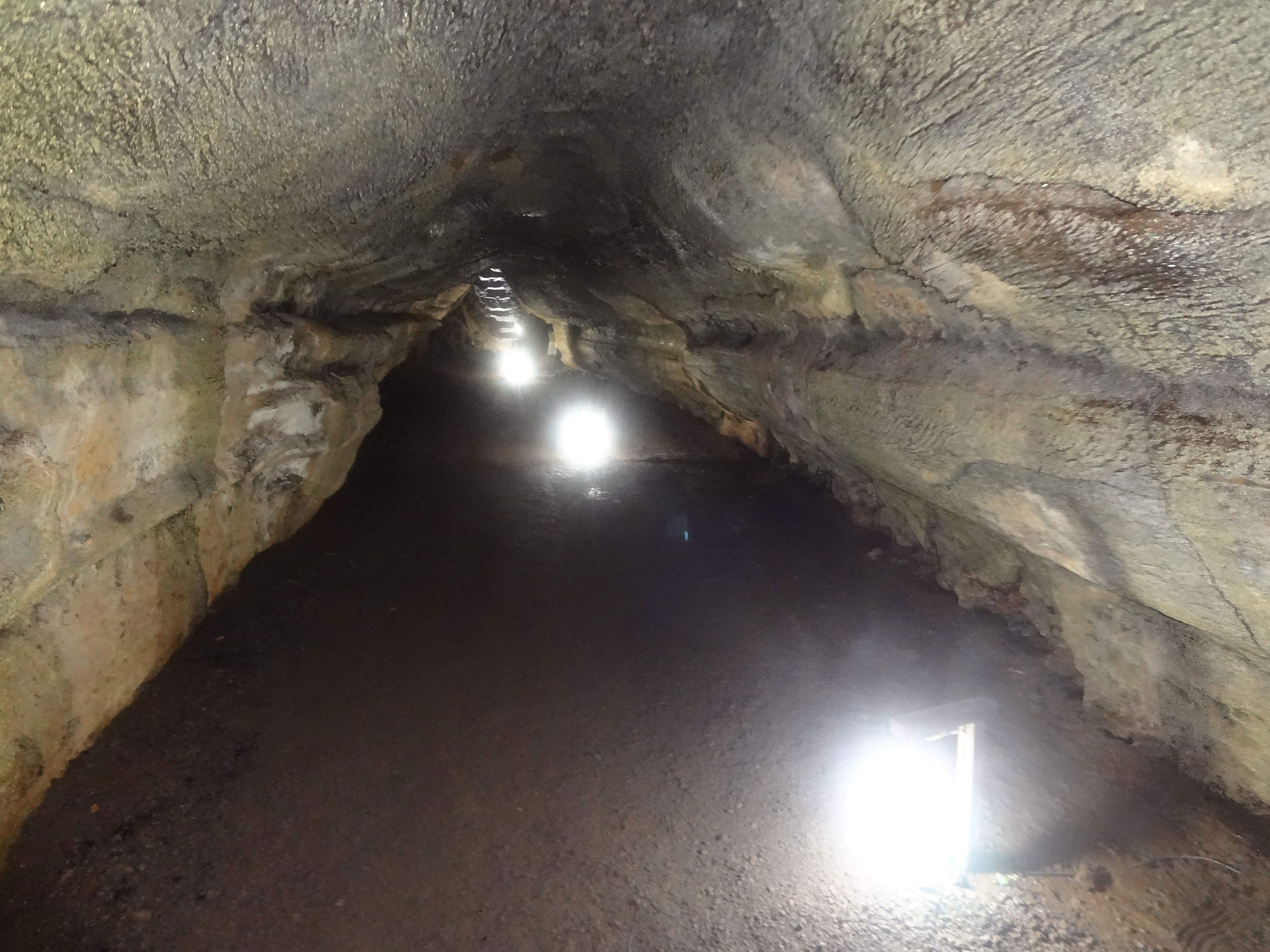
Лавова трубка на острові Санта-Крус
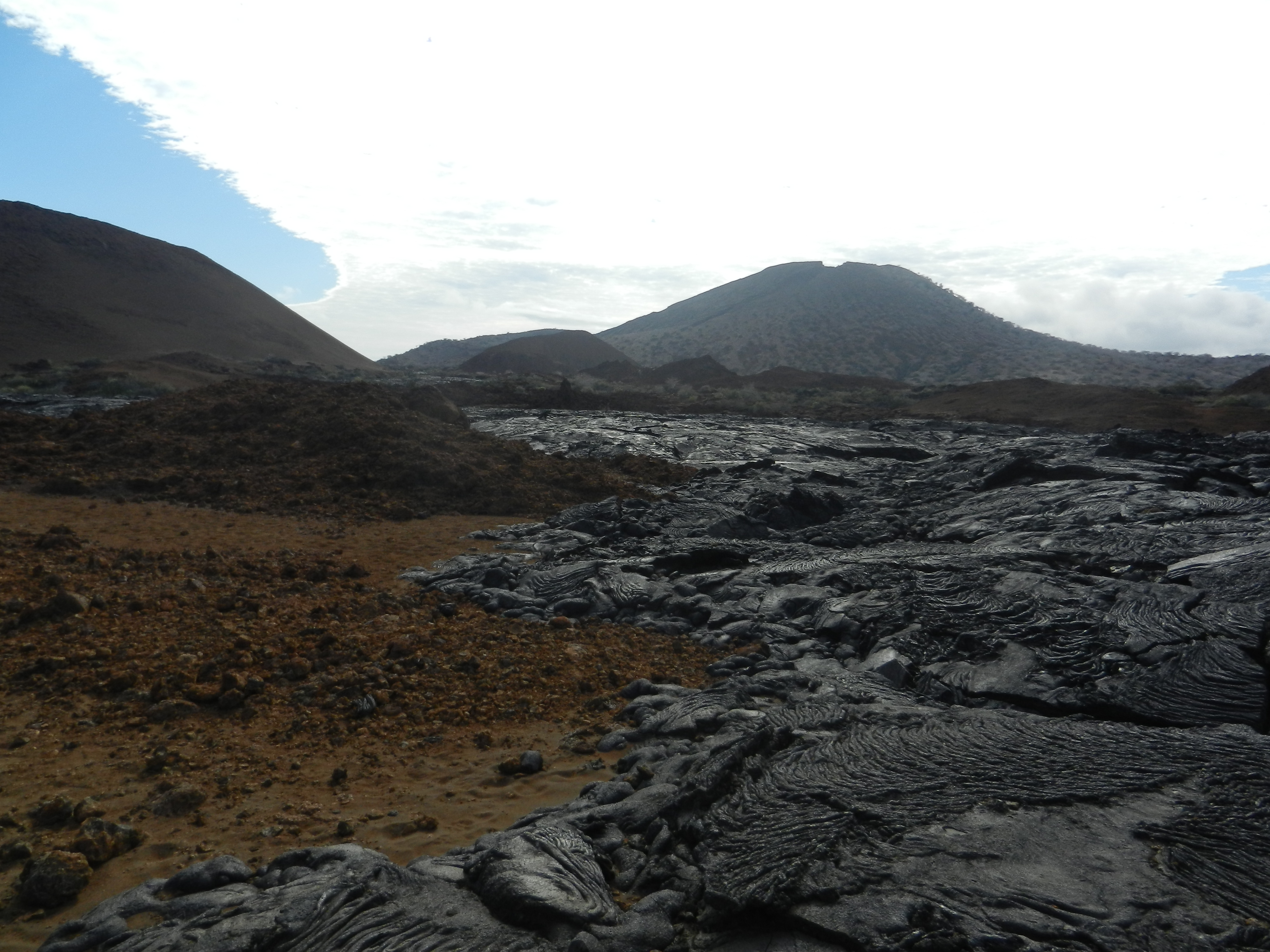
Застиглі лавові потоки острова Сантьяго

### Сейсмічність
Територія Еквадору характеризується досить підвищеною сейсмічністю. Так, наприклад, 18 березня 2023 року, згідно повідомлення Європейсько-середземноморського сейсмологічного центру біля берегів Еквадору стався землетрус магнітудою 6,9 бала. За даними Центру, поштовхи сталися на глибині 10 км. Місцеві жителі у соціальних мережах опублікували відео руйнувань, кількість постраждалих — уточнюється.

### Вулканізм
В Еквадорі близько 50 згаслих та діючих вулканів. Серед них найвища вершина Еквадору — згаслий вулкан Чимборасо (6267 м), а також найвищий в світі діючий вулкан Котопахі (5897 м). Також на території країни розмішені вулкан Ільїнса (5248 метрів), Тунгурауа (5023 метри), який вивергається з 1998 року поблизу Баньос-Тунгурагуа, тавулкан Пічинча (4784 метри) над Кіто.

Вулкани Еквадору
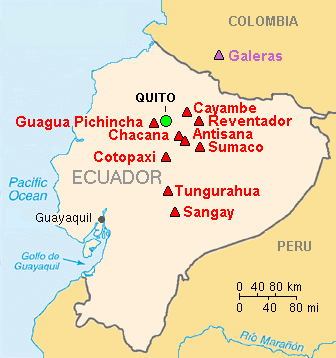
Карта головних вулканів
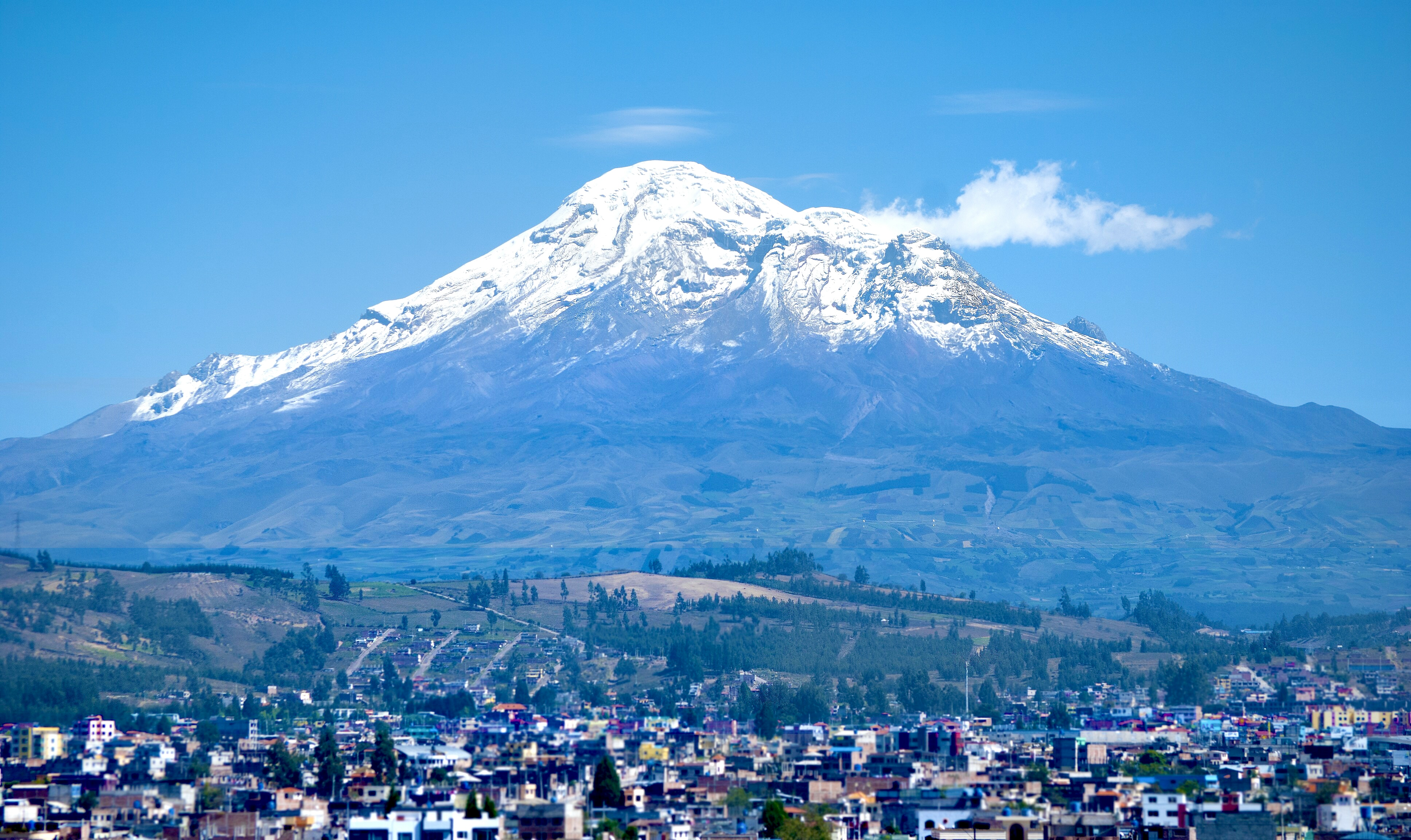
Чимборасо  (6310 м)
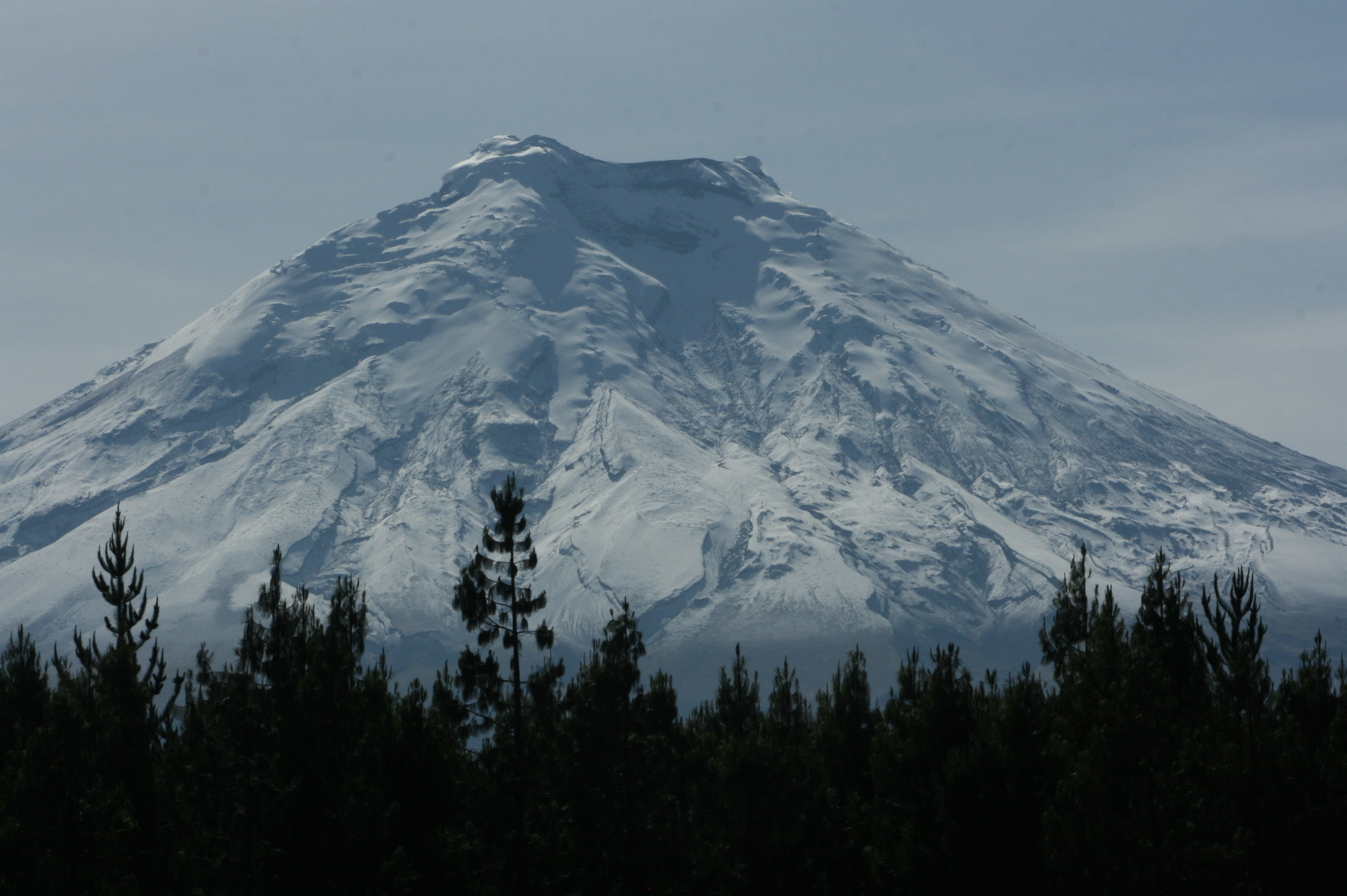
Котопахі  (5897 м)
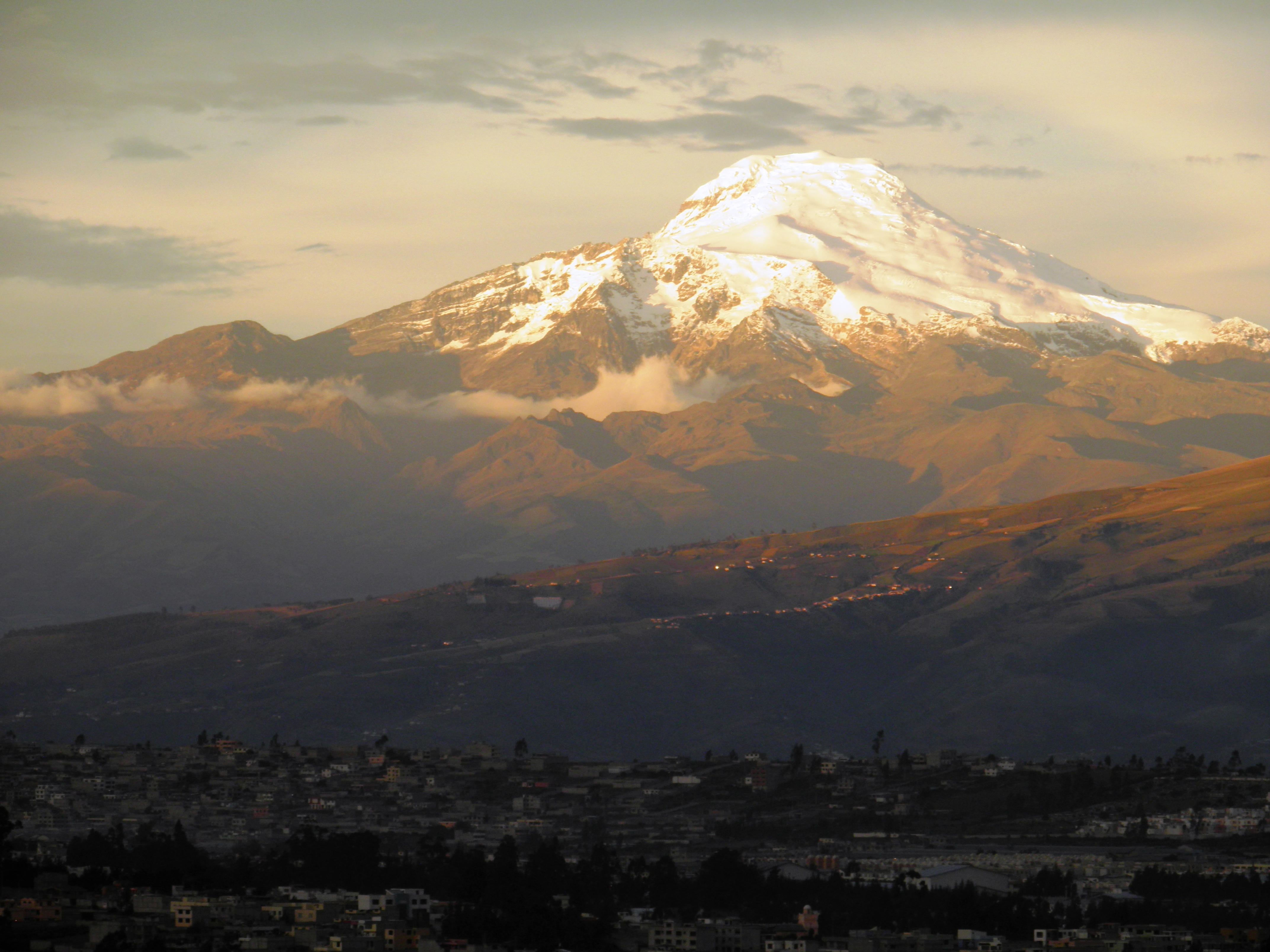
Каямбе (5790 м)
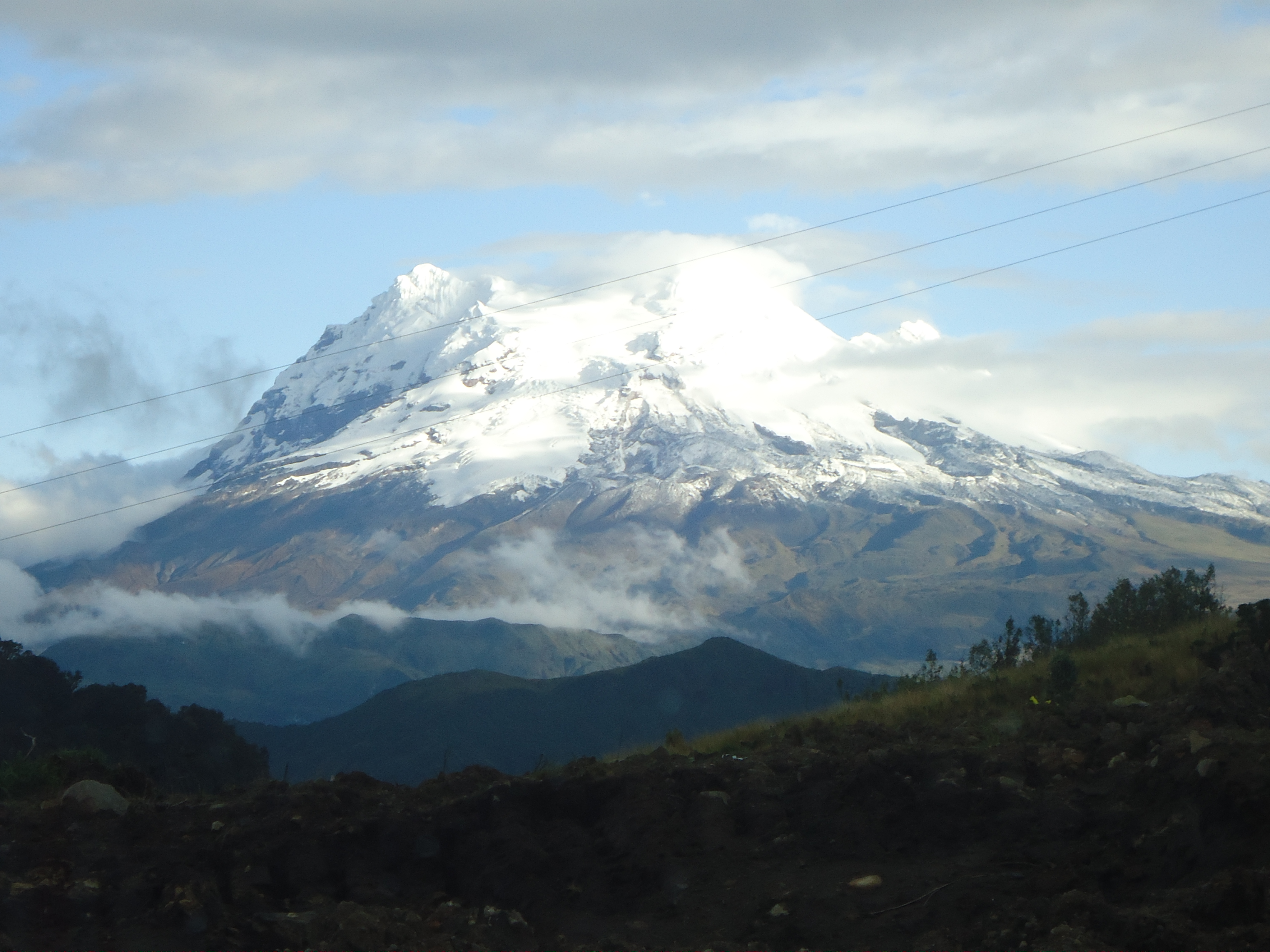
Антісана (5758 м)
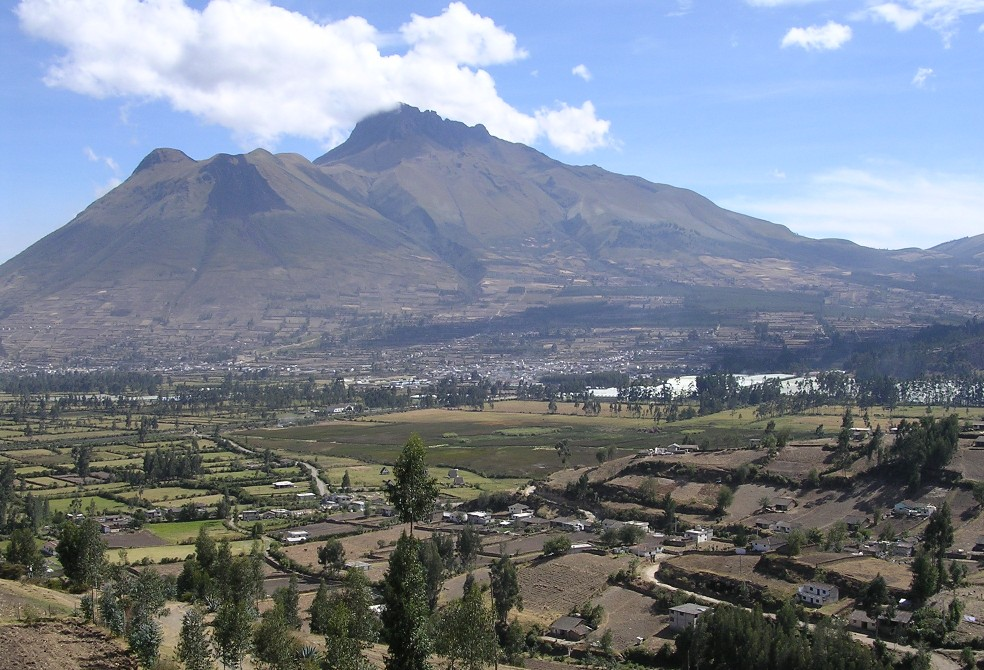
Імбабура (4620 м)

## Рельєф
Середня висота території Еквадору — 1117 м; найнижча точка — рівень вод Тихого океану (0 м); найвища точка — гора Чимборасо (6267 м), вона є найвіддаленішою точкою планети від центру Землі.

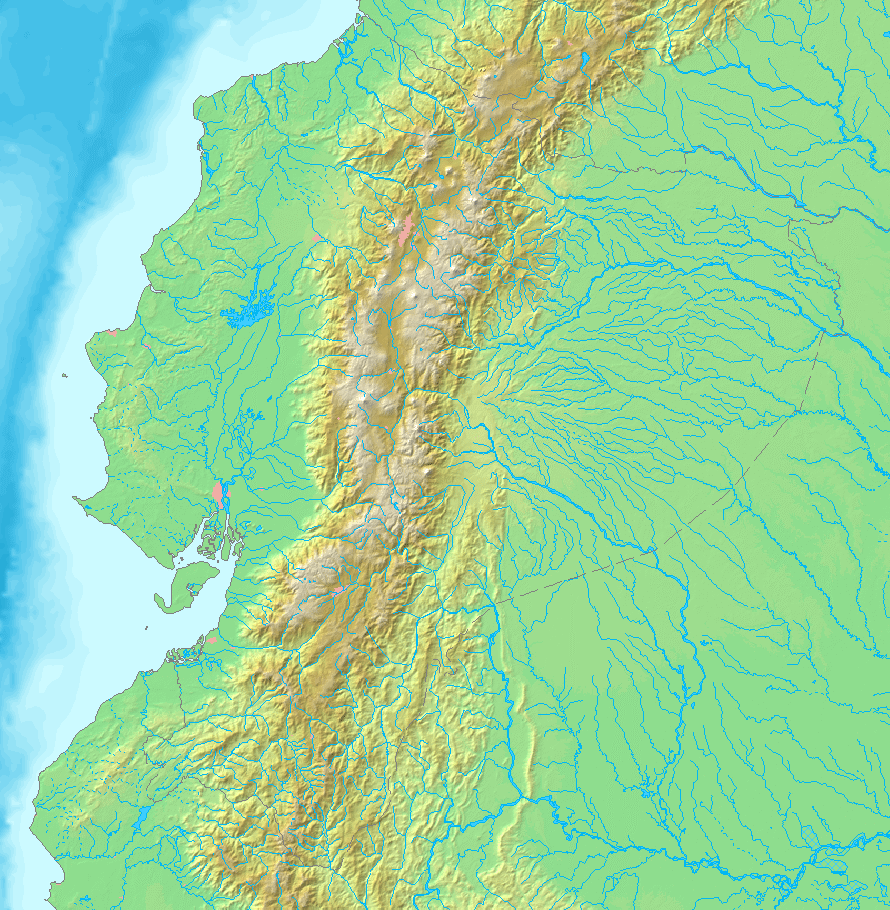
Рельєф Еквадору
Гіпсометрична карта  Еквадору
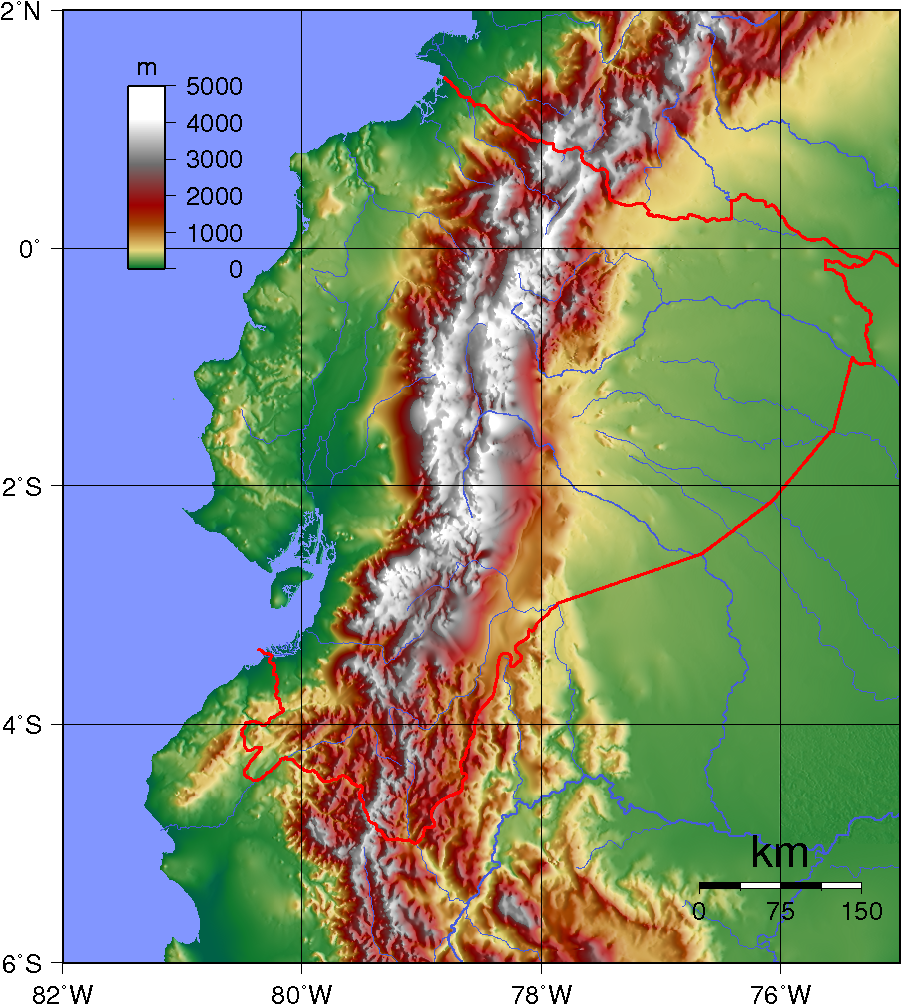
Гіпсометрична карта  Еквадору
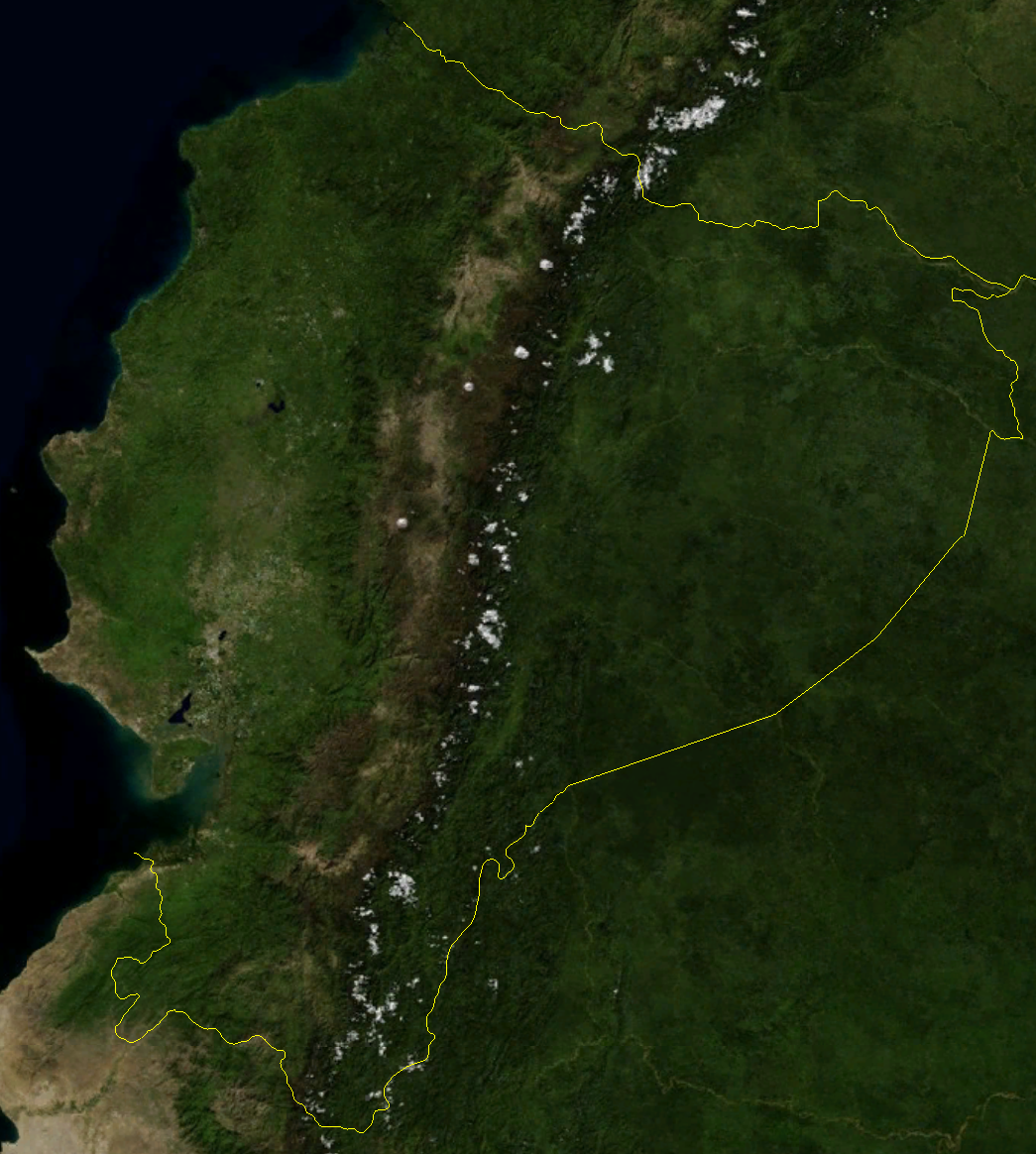
Супутниковий знімок поверхні країни

## Клімат
Територія Еквадору лежить у екваторіальному кліматичному поясі, що на півдні переходить в субекваторіальний, південне узбережжя — в тропічному. Над більшою частиною території, цілий рік панують екваторіальні повітряні маси. Цілий рік спекотно, сезонні коливання температури незначні, значно менші за добові. превалюють слабкі вітри, цілий рік надмірне зволоження, майже щодня по обіді йдуть дощі, часто зливи з грозами. На південному узбережжі увесь рік панують тропічні повітряні маси. На формування клімату велике значення має вплив холодної Перуанської течії. Сезонний хід температури повітря чітко відстежується. Чітко простежуються пасатні вітри з високою відносною вологістю (часті тумани), проте опадів випадає мало. У теплий сезон з морів та океанів часто надходять шторми. У горах, вище за 3 тис. м високогірні різновиди відповідних кліматичних зон.

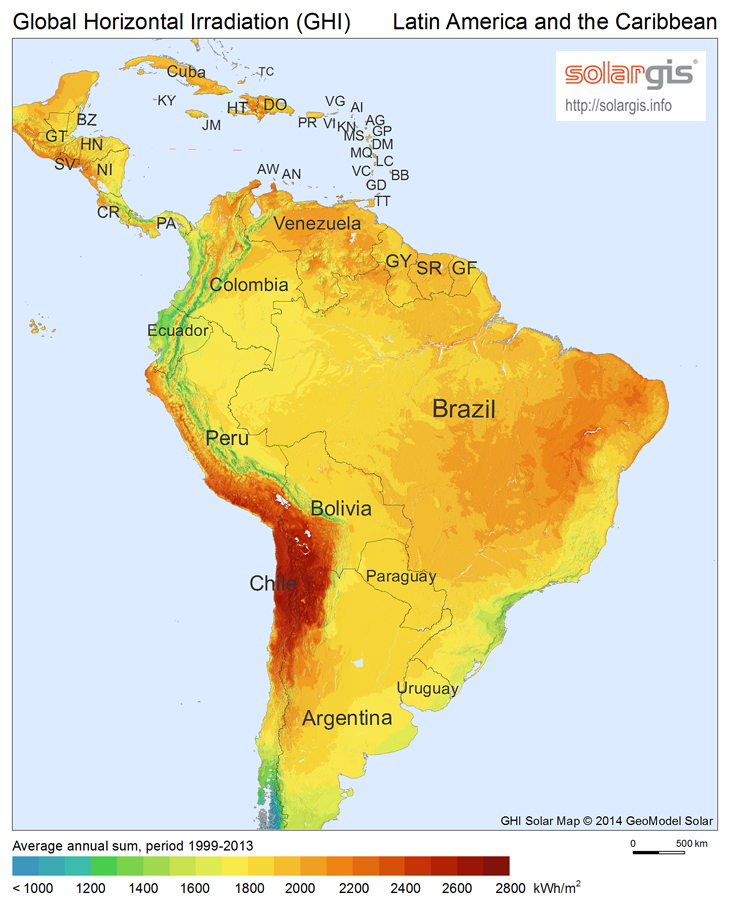
Сонячна радіація (англ.)
Кліматична карта Еквадору (за Кеппеном)

Еквадор є членом Всесвітньої метеорологічної організації (WMO), в країні ведуться систематичні спостереження за погодою.

## Внутрішні води

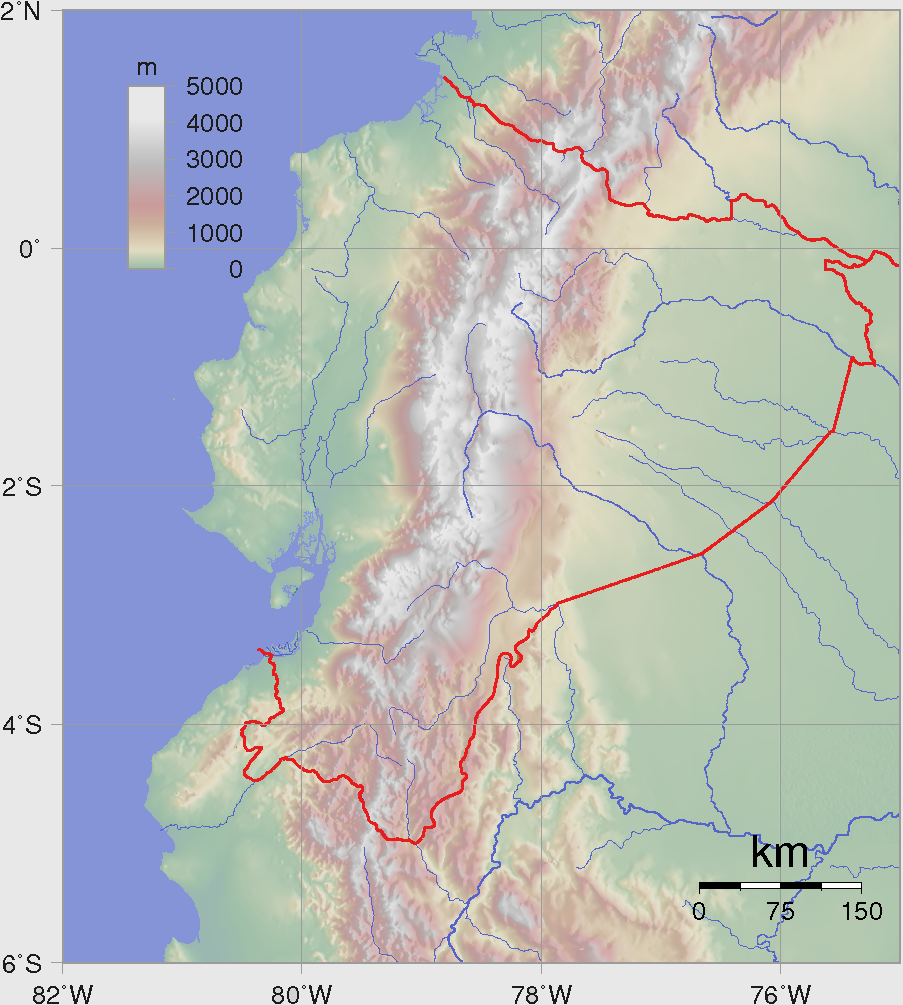
Гідрографічна мережа Еквадору
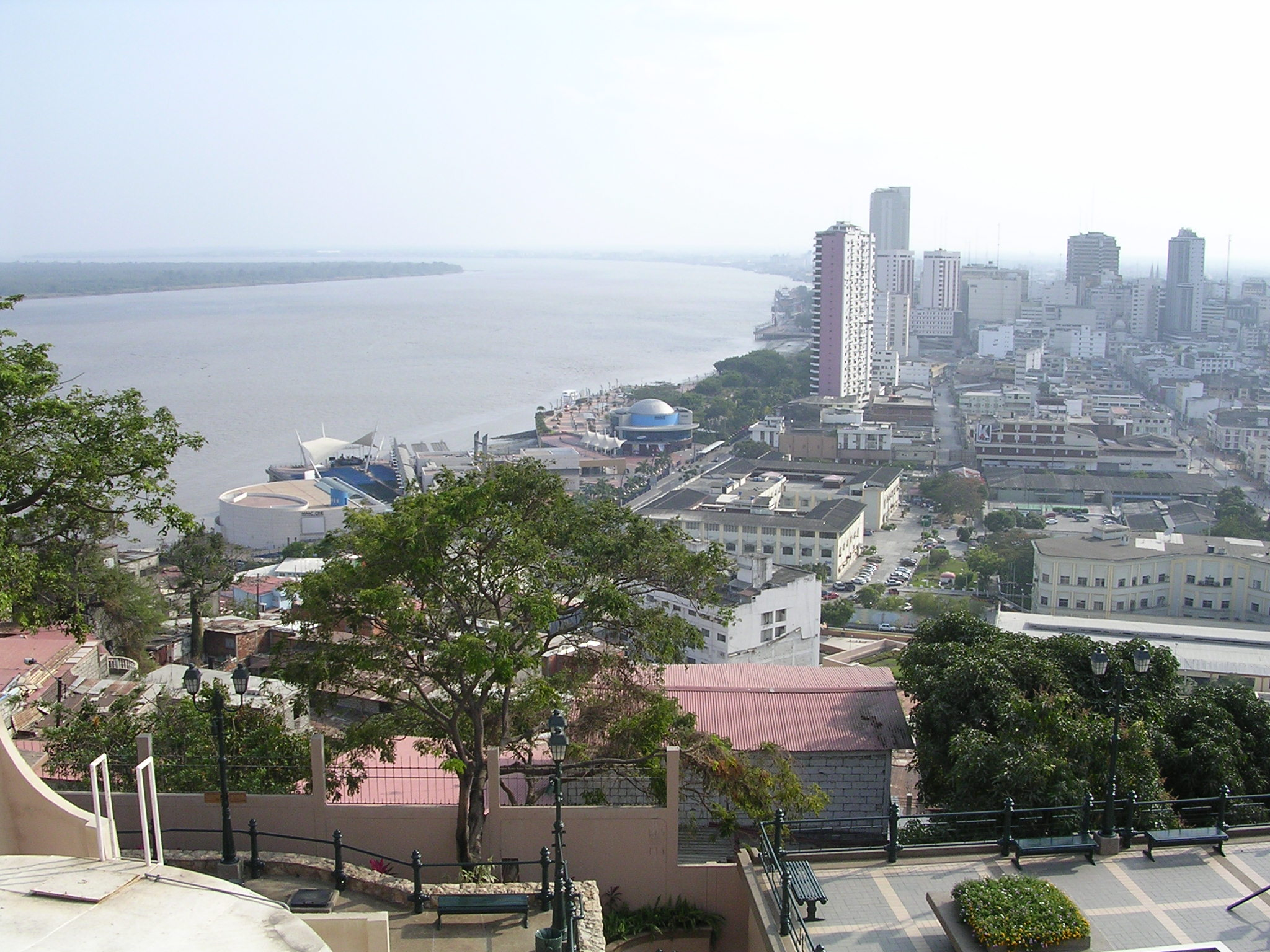
Річка Гуаяс
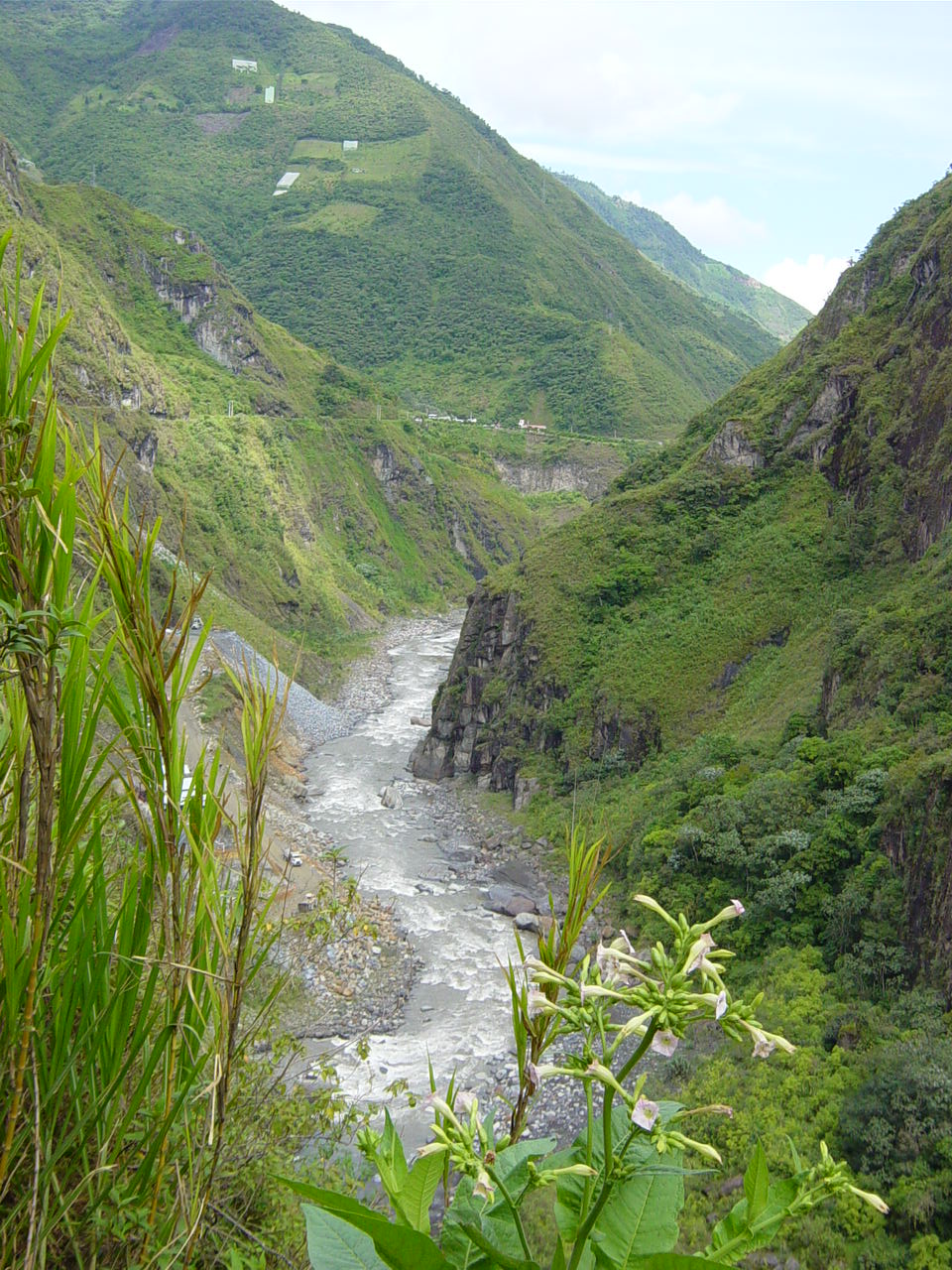
Річка Пастаса
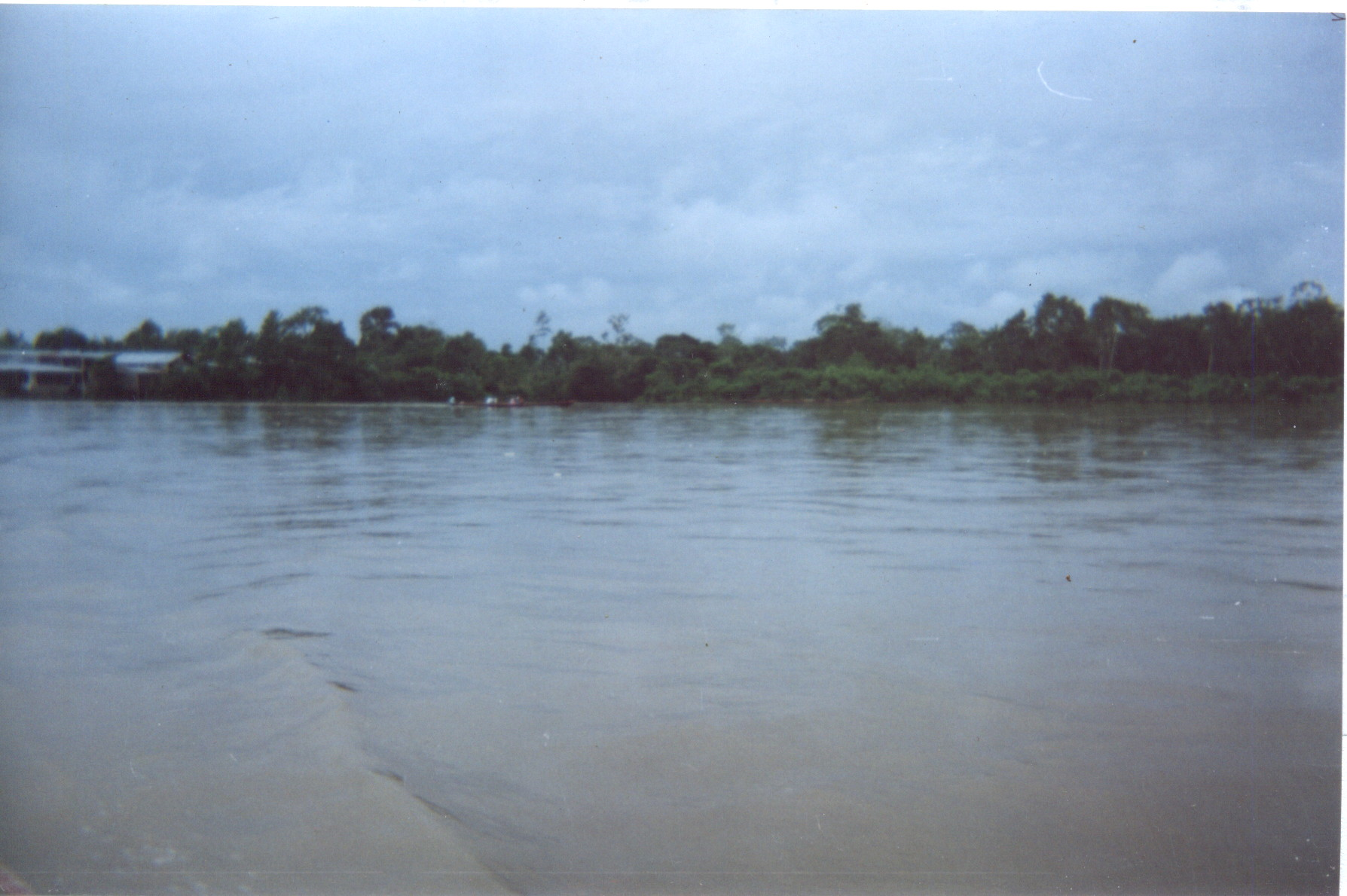
Річка Путумайо
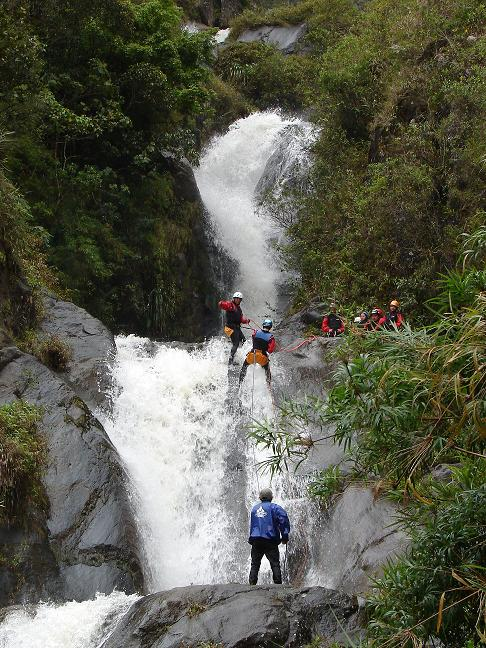
Водоспади у Баньйос-Агуа-Санта
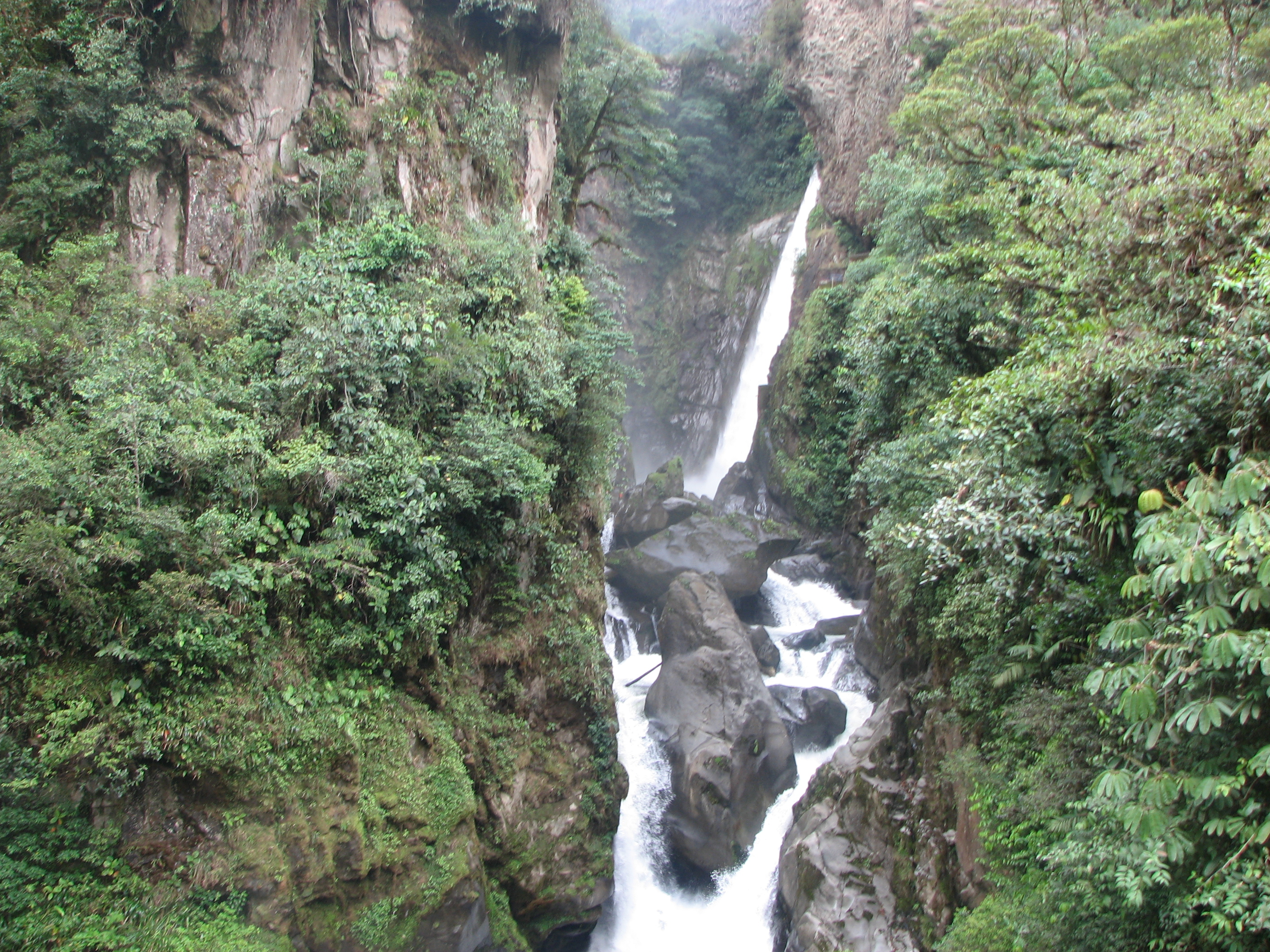
Водоспади на річці Ріо-Верде

### Річки
Річки країни належать басейнам Тихого (захід) і Атлантичного океанів (схід). Дві головні річкові системи тихоокеанського басейну: Есмеральдас, що несе води на північ, і Гуаяс, що тече на південь і впадає до затоки Гуаякіль. Річки басейну Атлантичного океану є притоками Амазонки та її притоки Мараньйон. Живлення річок Еквадору змішане: дощове, підземне, снігове.

### Озера

Озера Еквадору
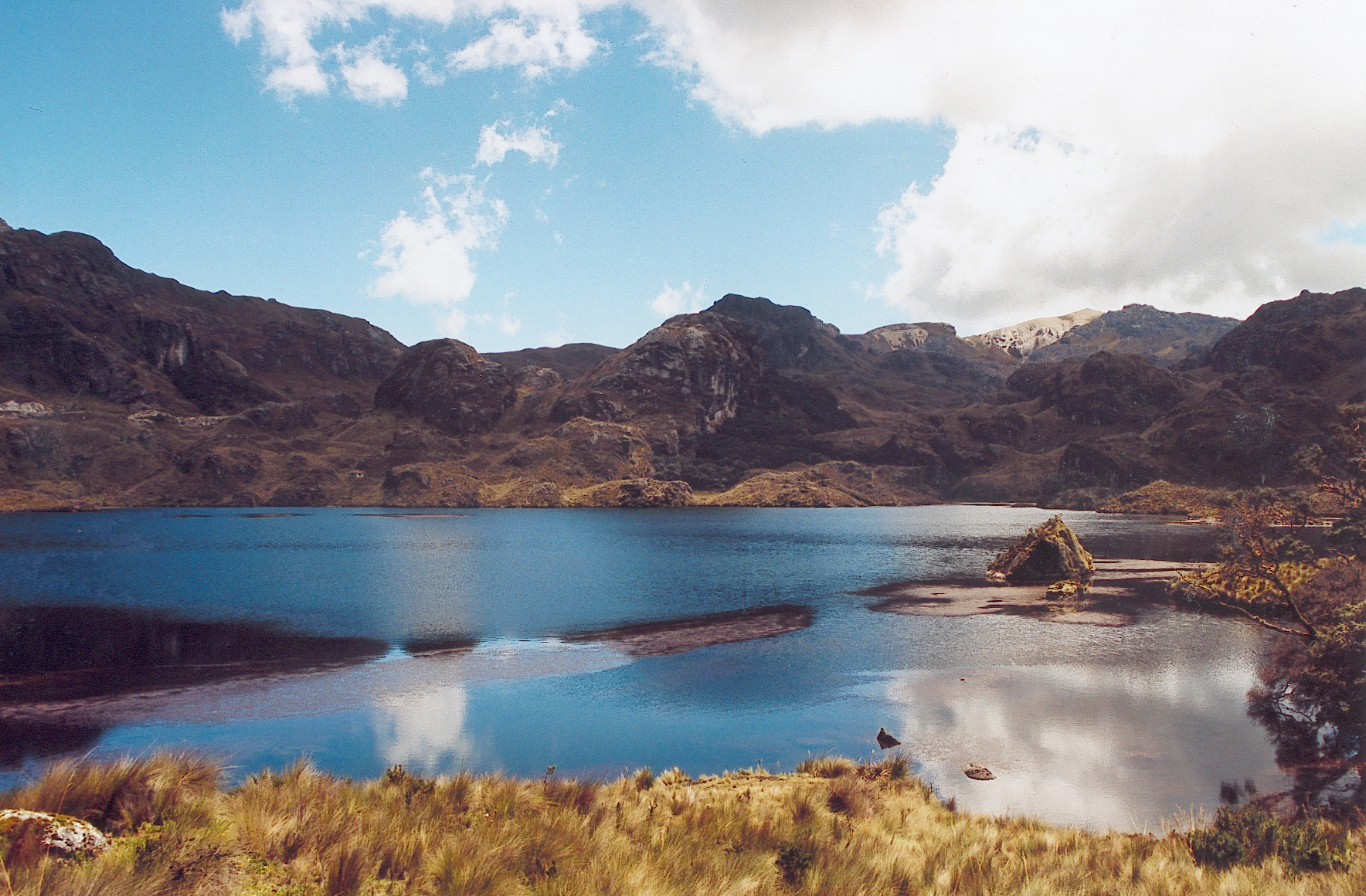
Кахас у Андах
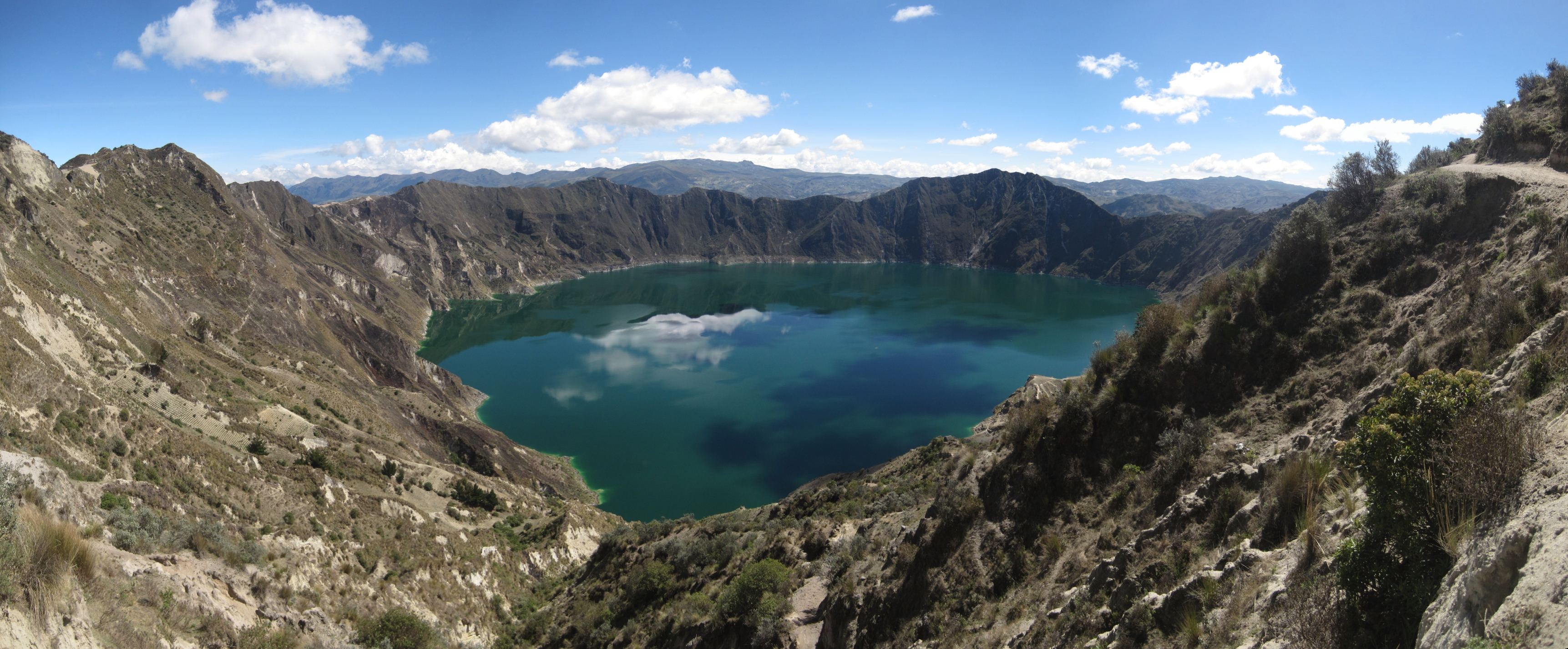
Кратер Квілотоа
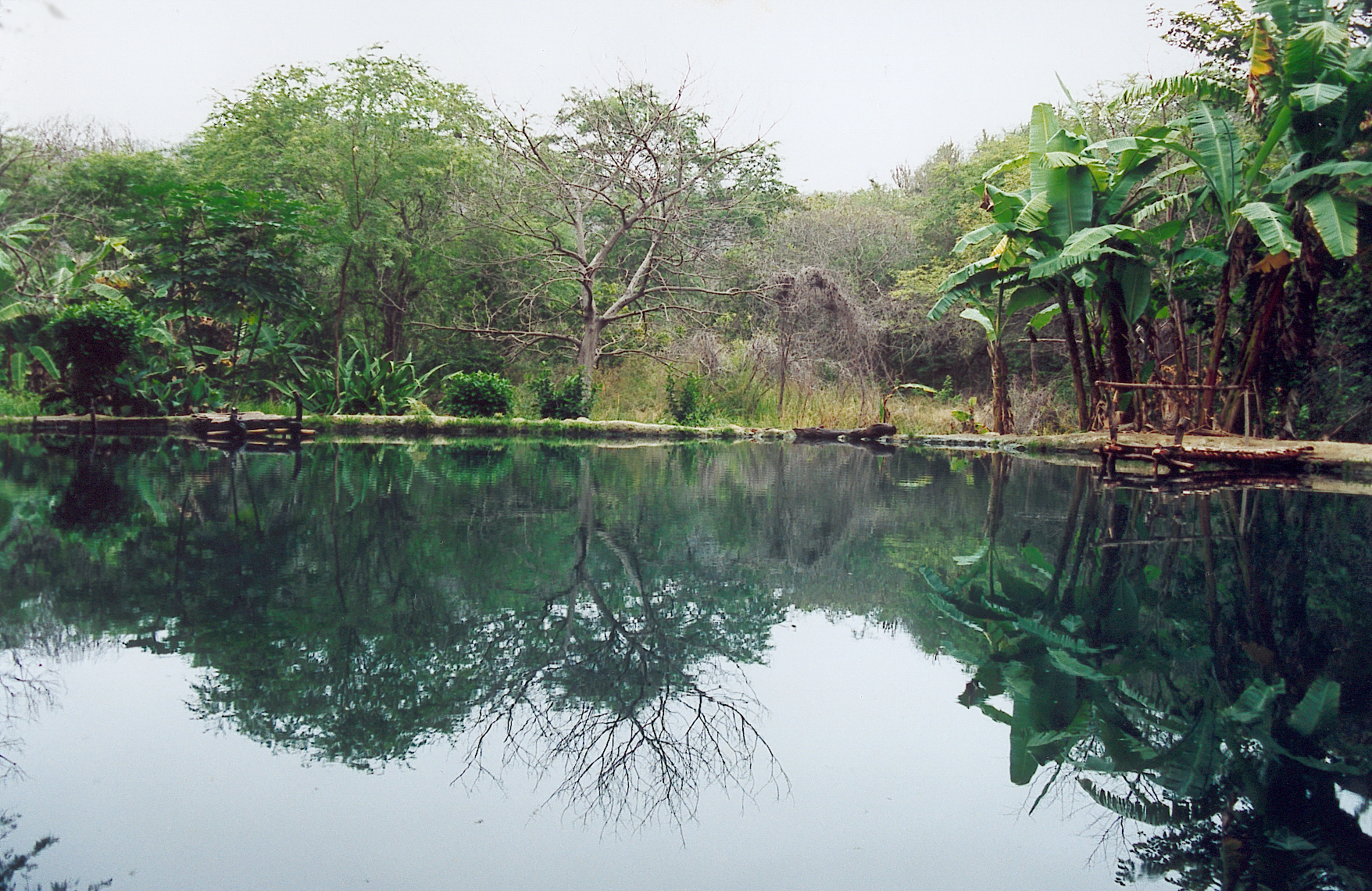
Сірчана лагуна в Агуа-Бланка

### Болота
В Еквадорі розташовано 19 Рамсарських водно-болотних угідь, визнаних на міжнародному рівні своєю екологічною, соціальною та кліматичною важливістю. Ці екосистеми відіграють важливу роль у регулюванні водного балансу території, збереженні умов для природних комплексів та життєдіяльності місцевих громад.

### Льодовики
Льодовики Еквадору розташовані в гірських хребтах Західна Кордильєра (чотири льодовика) і Кордильєра Орієнталь (три льодовика)Вершини Еквадору, на яких є льодовики: Антісана, Котопахі, Чімборасо, Каямбе, Ільїнса, Альтар і Каріуайрасо. Льодові масиви формуються на вершинах високих гір, використовуючи вологу з Тихого океану та «вологість з Амазонки». Льодовики Еквадору мають високі показники кількості опадів (6000 мм на рік) в порівнянні з іншими льодовиками в Андах.
В контексті зміни клімату Еквадор з середини 1950-х років втратив приблизно 50% сніжного покриття льодовиків. Найбільша зміна відбулась з дьодовіком Каріуайрасо, у якого за цей період розтануло 96% його льодовикової поверхні.

## Ґрунти
Ґрунти Еквадору латеритні та алювіальні зустрічаються на рівнинах, вулканічні та прерійні — в Сьєррі. 

## Рослинність
Значна частина Орієнте — це тропічний вологий широколистяний ліс, в Андах висотна поясність представлена високогірними тропічними лісами, низинними тропічними лісами та ділянками орхідеї та бромелієвих луків. В Прибережному регіоні між антропогенних територій садів та полів, ростуть субтропічні ліси, вологі ліси, та мангрові ліси.

## Тваринний світ
За зоогеографічним районуванням світу країна належить до Неотропічної зоогеографічної області і розташована на стику чотирьох підобластей: 1 —  Панамсько-Чокоської (Центральноамериканської); 2 —  Андської; 3 — Амазонської (Гвіанської); 4 —  Галапагоської. Тому основу тваринного населення регіону становлять зональні екваторіальні вологолісові (1), субекваторіальні вологолісові (2), тропічні перемінно вологолісові (3) та саванові (4) угруповання тварин, а також інтразональні гірські, водно-болотні (долинно-річкові, приморські, у тому числі мангрові) та океанічно-острівні тваринні угруповання, характерні для екваторіального, субекваторіального і тропічного кліматичних поясів. Домінуючими в зональних угрупованнях є гігромезофільні, мезофільні й ксеромезофільні групи та види тварин.
Панамсько-Чокоська зоогеографічна підобласть охоплює північно-західну частину Південної Америки, включаючи захід Колумбії та північне узбережжя Еквадору. В Еквадорі вона поширена на прибережні низовини та передгір'я Західних Кордильєр. Особливістю підобласті є величезне біорізноманіття, поєднання північноамериканських та південноамериканських фауністичні елементів, а також високий рівень ендемізму, особливо серед амфібій та птахів. Характерними видами хребетних тут є павукоподібний мавпа-паук чорна (Ateles fusciceps), оцелот (Leopardus pardalis), тукан жовтошиїй (Ramphastos ambiguus), манакін золотий (Chrysomya stilbaceps), манакін-короткокрил білочеревий (Manacus manacus), танагри роду Tangara, ігуана зелена (Iguana iguana),  ботропси (зокрема Bothrops asper), жаби-ателопуси (Atelopus elegans), скляна жаба (Hyalinobatrachium aureoguttatum) тощо. У межах Еквадору виділяють Чокоську зоогеографічну провінцію.

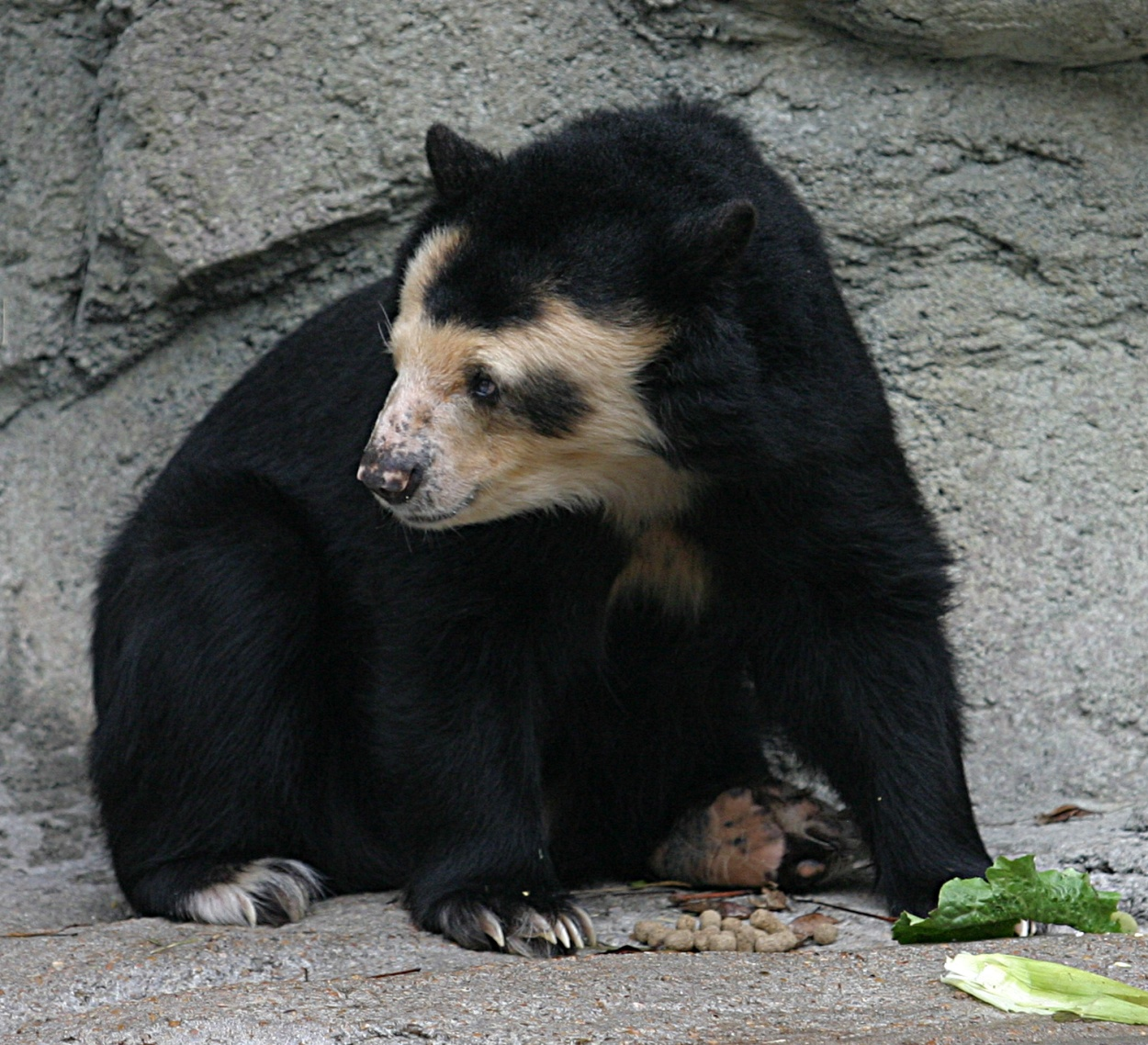
Андійський ведмідь
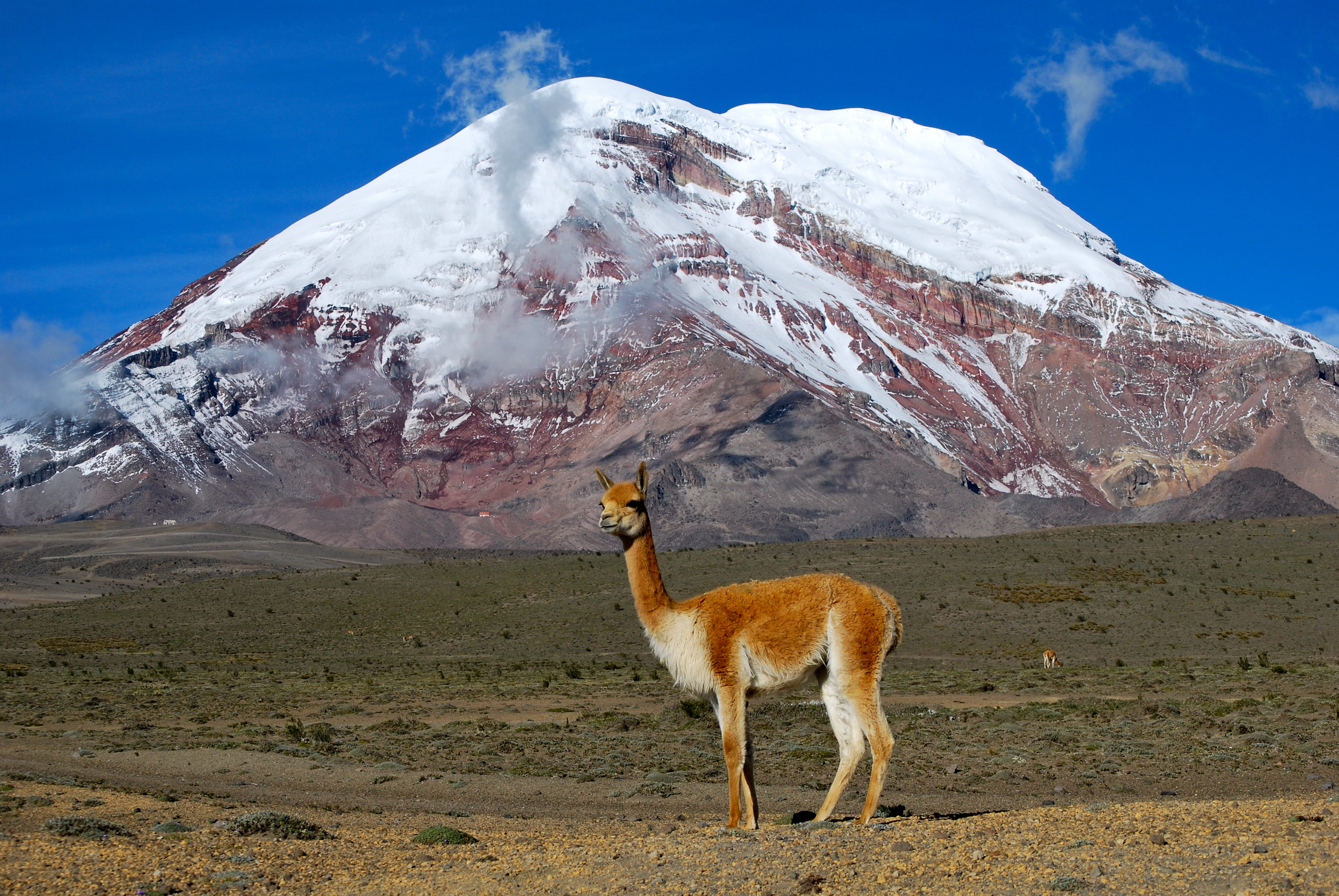
Вікунья на фоні Чимборасо
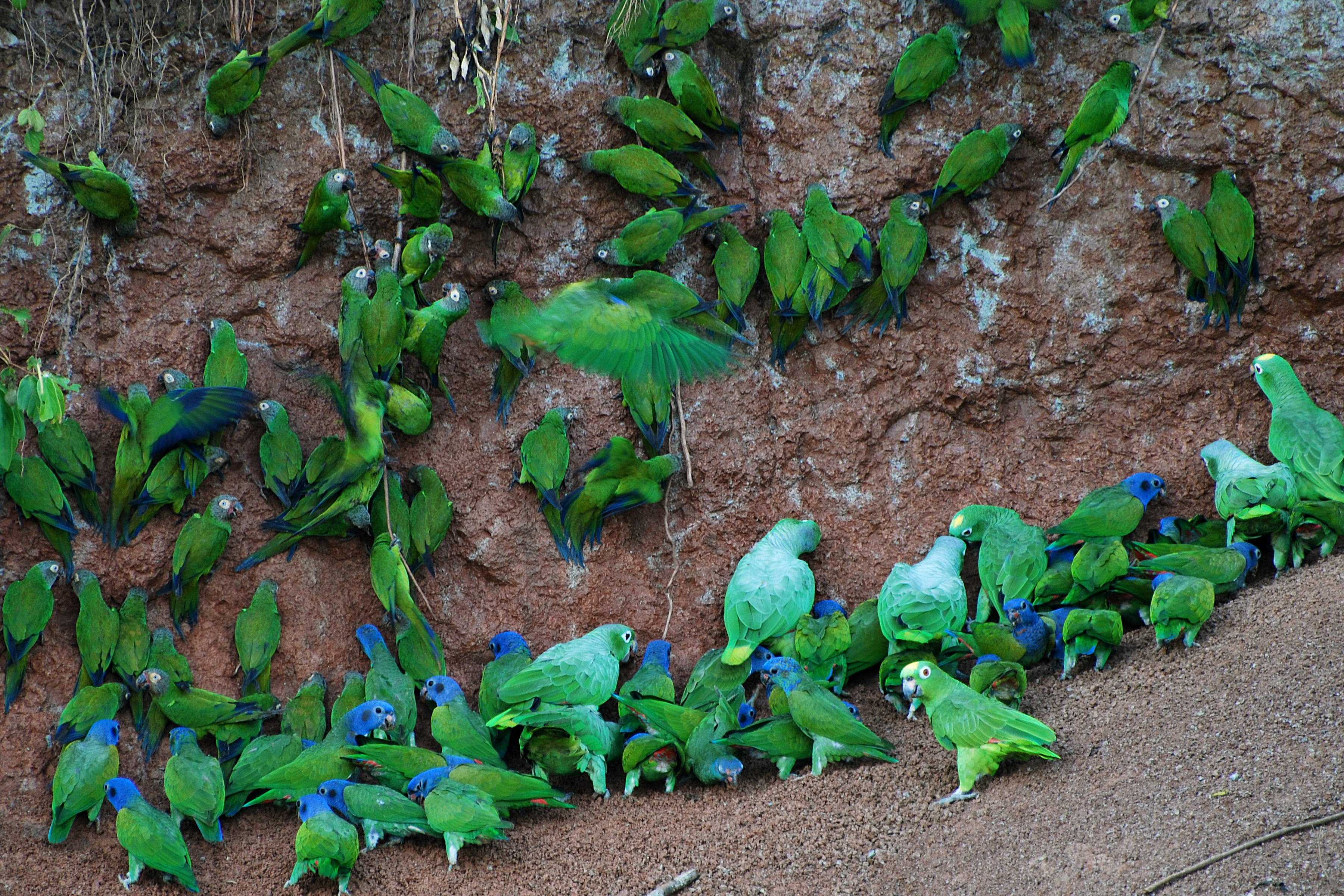
Папуги у нацпарку Ясуні
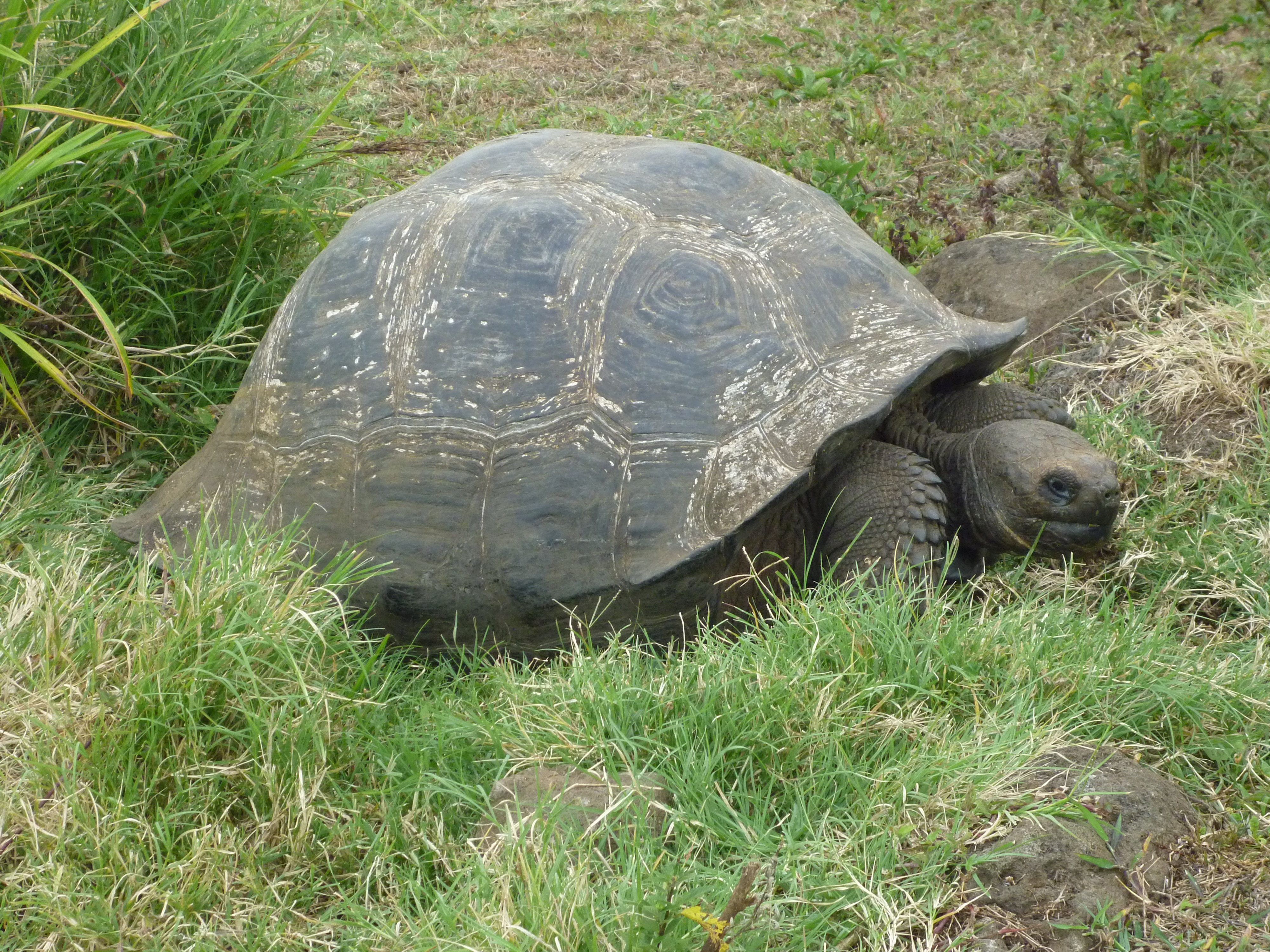
Галапагоська черепаха
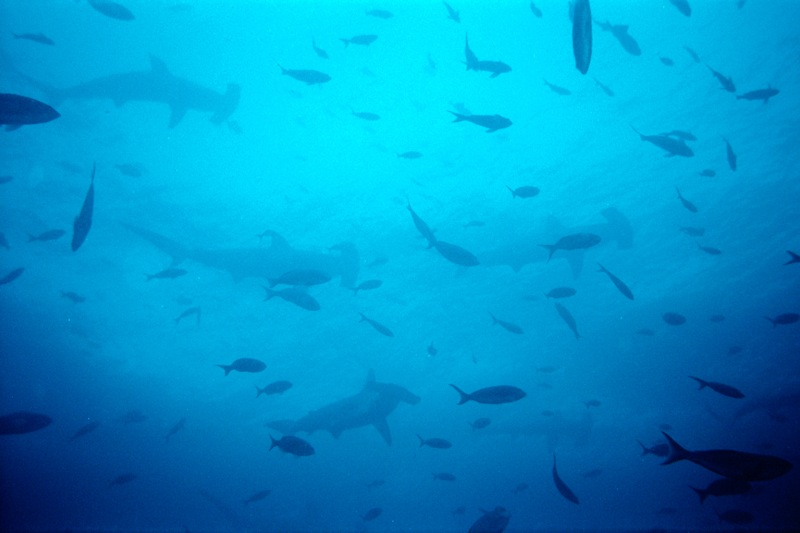
Акули-молоти у водах поблизу Галапагосів

Андська зоогеографічна підобласть охоплює високогір'я Анд від Венесуели до Аргентини. В Еквадорі представлена обома гірськими хребтами — Західними та Східними Кордильєрами, а також внутрішньоандськими долинами. Особливістю підобласті є чітка висотна поясність (від нижніх вологих лісів до високогірних луків парамосу), значна кількість ендемічних та реліктових видів (через сильну ізоляцію). Характерними видами хребетних тут є вікунья (Vicugna vicugna), очковий ведмідь (Tremarctos ornatus), мазама мала (Mazama rufina), кондор андійський (Vultur gryphus), колібрі-плямохвіст фіолетовоголовий (Oreotrochilus chimborazo), колібрі велетенський (Patagona gigas), гірські куріпки родини тинамових (Tinamidae), андійські сцинки, ящірки роду Stenocercus, гадюка Bothrocophias campbelli, амфібії роду Pristimantis, зокрема Pristimantis unistrigatus. Зоогеографічні провінції в Еквадорі: 1 — Північна Андська провінція (Кітівські Кордильєри); 2 — Центральна Андська провінція (райони навколо вулканів Котопахі й Чимборасо); 3 — Південна Андська провінція (гірські масиви Куенки, Лохи).
Амазонська зоогеографічна підобласть охоплює східну частину країни, яка належить до нижньої Амазонської рівнини. Особливістю підобласті є вологі екваторіальні ліси з надзвичайним рівнем біорізноманіття (одним із найвищих на планеті) та унікальні зооценози річкових екосистем. Характерними видами хребетних тут є ягуар (Panthera onca), гігантська видра (Pteronura brasiliensis), тапір бразильський (Tapirus terrestris), тамарин (Saguinus fuscicollis), гарпія (Harpia harpyja), араурана (Ara ararauna), трубач (Psophia crepitans), численні види папуг та колібрі, анаконда зелена (Eunectes murinus), кайман чорний (Melanosuchus niger), черепахи роду Podocnemis, ропухи Rhinella margaritifera, жаба-бик (Leptodactylus pentadactylus), отруйні жаби роду Dendrobates. Зоогеографічні провінції в Еквадорі: 1 — Нижньоамазонська провінція (долина річки Напо); 2 — Передгірська амазонська провінція (схили Анд, вкриті вологими лісами).

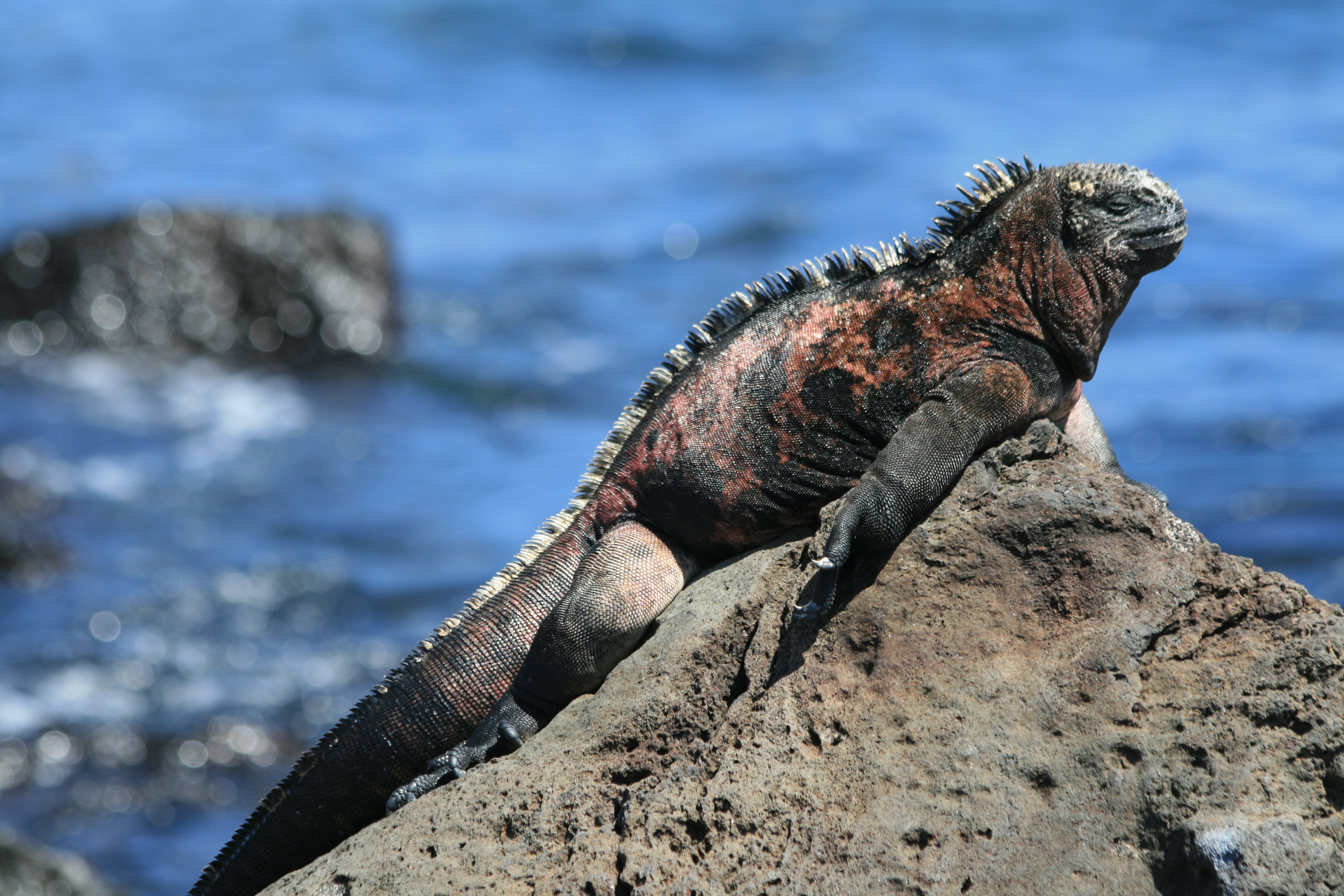
Галапагоська ігуана
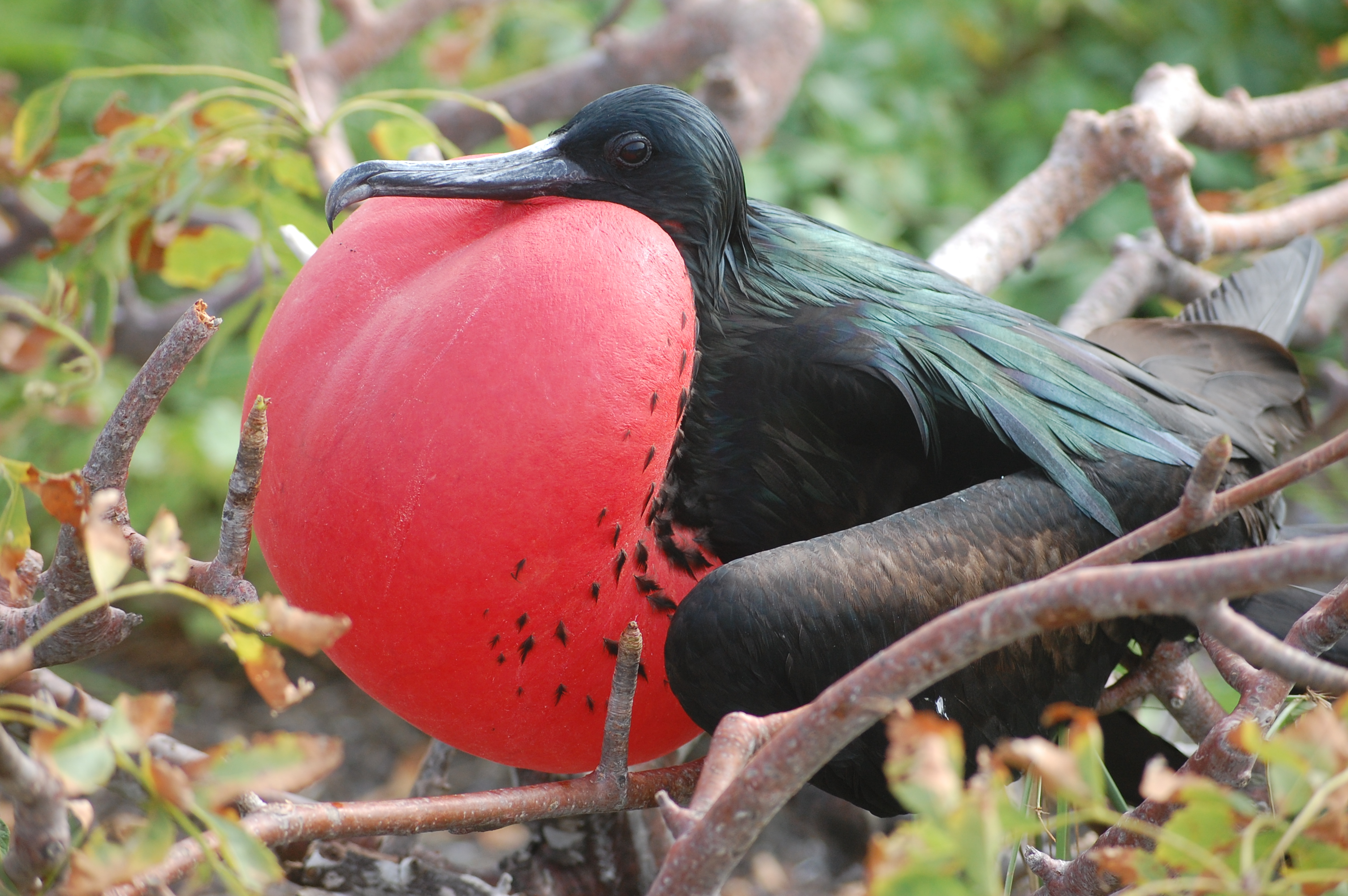
Фрегат
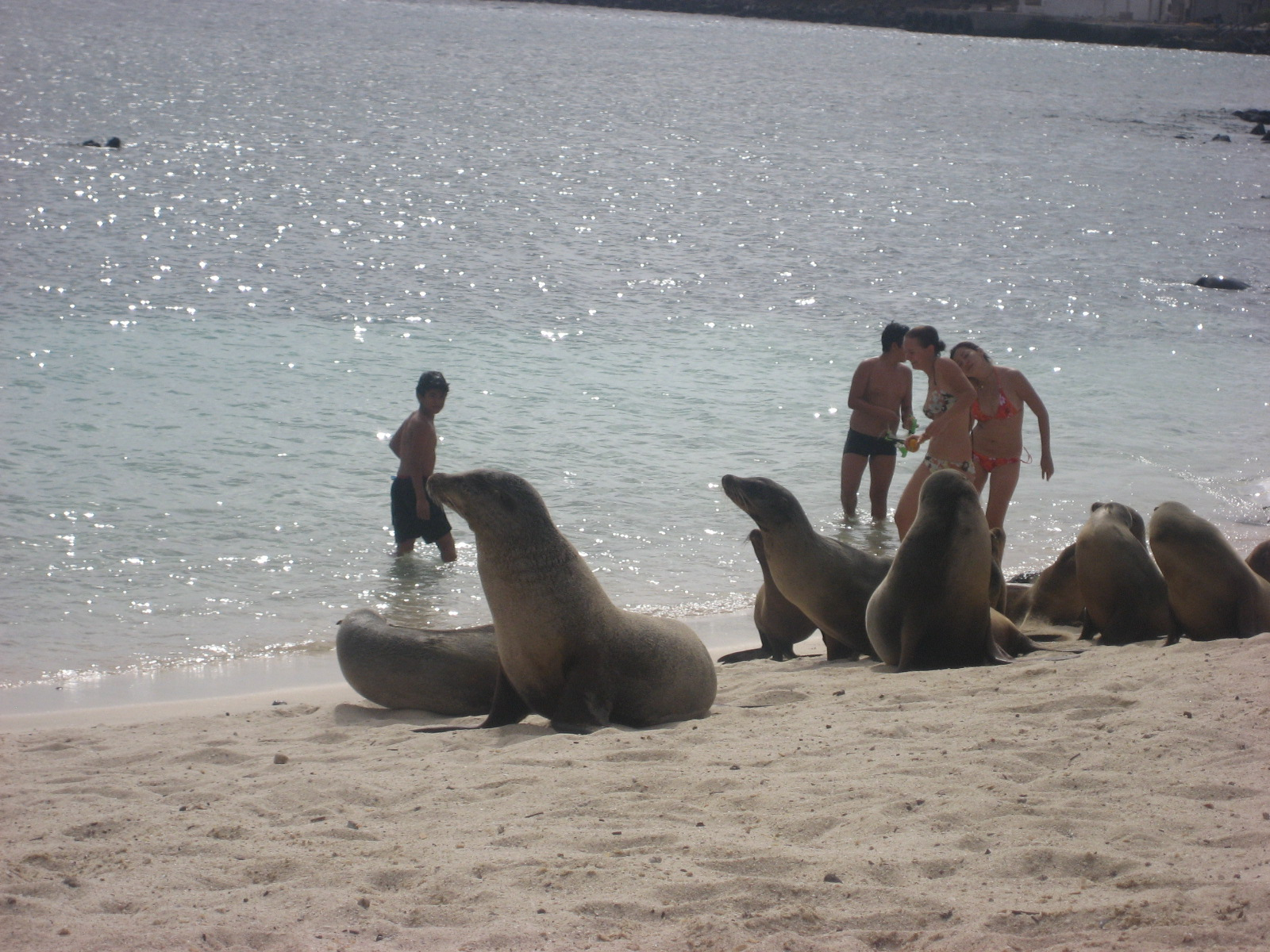
Морські леви

Галапагоська зоогеографічна підобласть охоплює Галапагоський архіпелаг. Особливістю підобласті є відносно низький рівень біорізноманіття (внаслідок острівної ізоляції), але високий рівень ендемізму (більше 40 % хребетних) та унікальних видів, поєднання тропічних та субтропічних фауністичних елементів. Характерними видами хребетних тут є галапагоський морський лев (Zalophus wollebaeki), котик галапагоський (Arctocephalus galapagoensis), баклан галапагоський (Phalacrocorax harrisi), сула блакитнонога (Sula nebouxii), пінгвін галапагоський (Spheniscus mendiculus), дарвінові в'юрки роду Geospiza, гігантські черепахи роду Chelonoidis, морська ігуана (Amblyrhynchus cristatus), наземні ігуани роду Conolophus. У межах підобласті виділяють одну Галапагоську зоогеографічну провінцію.

## Стихійні природні явища
На території країни спостерігаються небезпечні природні явища і стихійні лиха:
- часті землетруси;
- зсуви ґрунту;
- значна вулканічна активність в Андах, найбільш активний вулкан Санагай (5230 м) востаннє вивергався 2010 року, найбільш активний вулкан Галапагоських островів, Фернінья (1476 м) востаннє вивергався 2009 року[1];
- повіді;
- періодичні посухи[1].

## Природні ресурси

### Мінеральні ресурси
Надра Еквадору багаті на ряд корисних копалин: нафту, природний газ, золото, мідь, уран, вапняк, поліметалічні руди (срібло, цинк, свинець).

### Водні ресурси
Загальні запаси відновлюваних водних ресурсів (ґрунтові і поверхневі прісні води) становлять 424,4 км³. Станом на 2012 рік в країні налічувалось 15 тис. км² зрошуваних земель.

### Земельні ресурси
Рілля становить всього 3,9% (2022 р.) всій площі країни, на багаторічні насадження приходиться 5,5% (2022 р.), пасовища — 12.1% (2022 р.), ліси  —49.8% (2022 р.),а 28,7% території країни не використовується. Стан земельних ресурсів Еквадору з 2011 року змінився: орні землі зменшились (було 4,7 %), багаторічні насадження — 5,6 %, землі, що постійно використовуються під пасовища — 19,4 %;землі, зайняті лісами і чагарниками — 38,9 %; інше — 31,4 %.

## Охорона природи
Серед екологічних проблем варто відзначити:
- знеліснення;
- ерозію ґрунтів;
- спустелювання;
- забруднення вод;
- забруднення нафтопродуктами вразливих екосистем басейну Амазонки й Галапагоських островів.

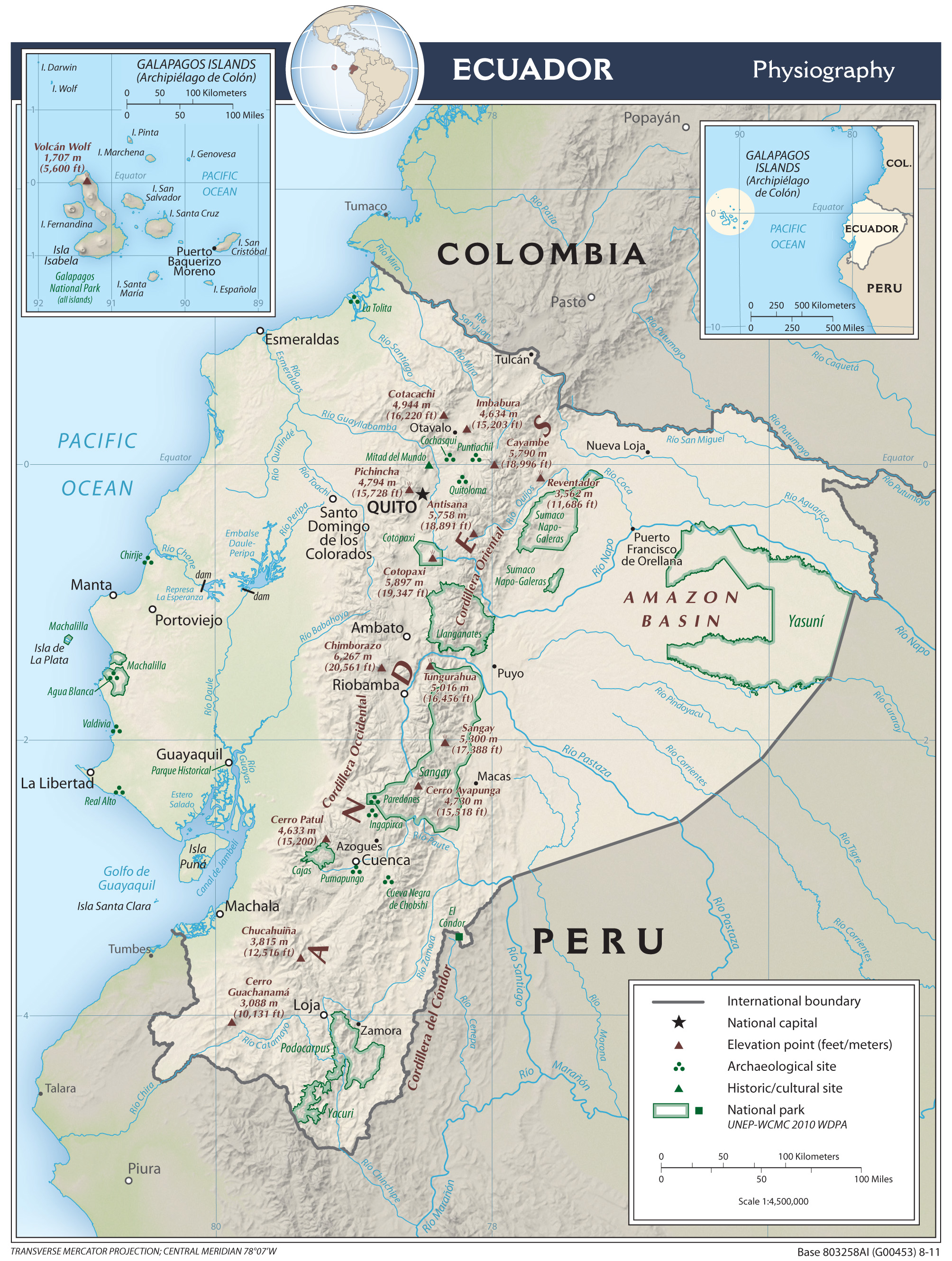
Карта національних парків і резерватів
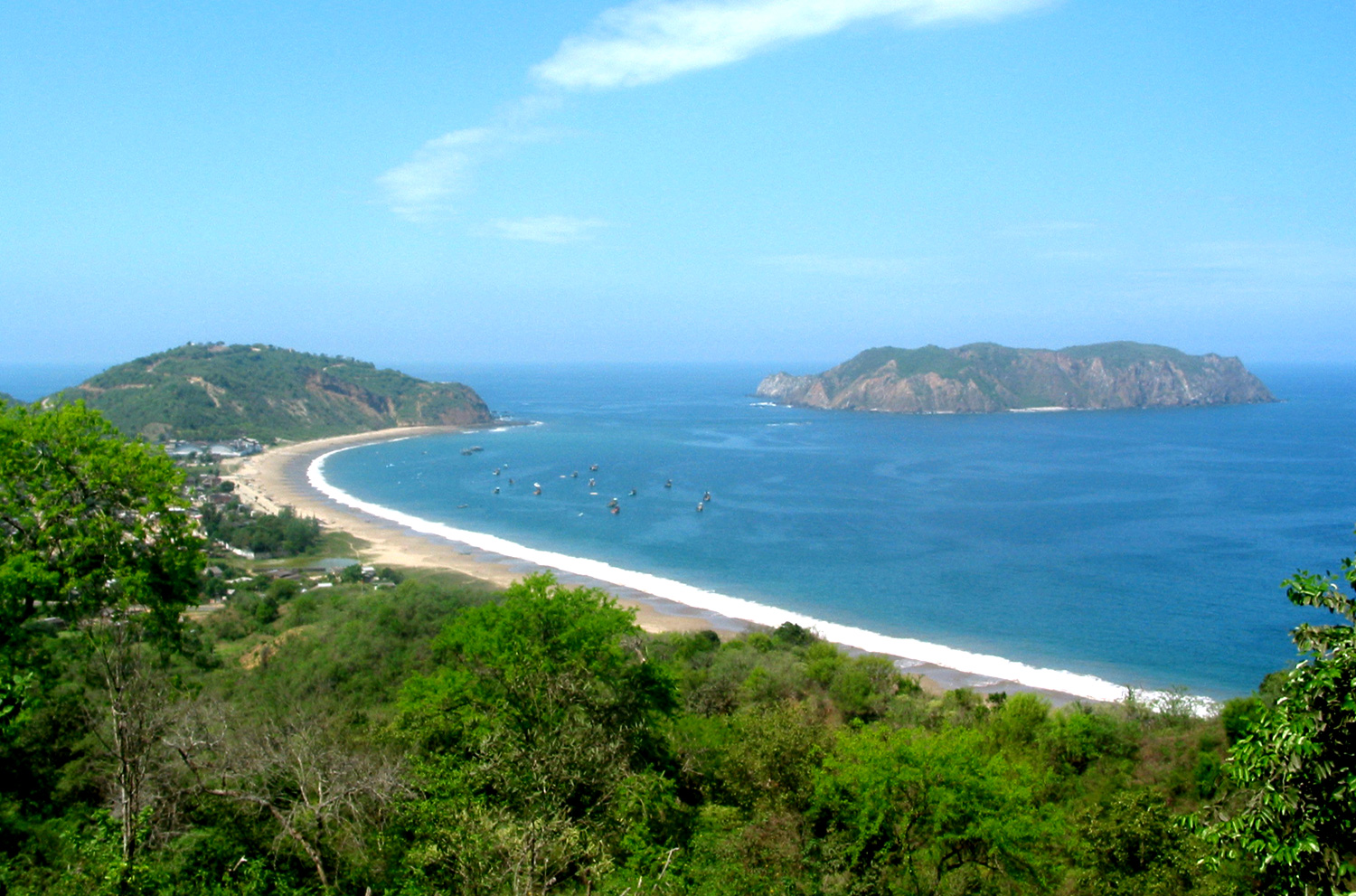
Нацпарк Махалілла

Еквадор є учасником ряду міжнародних угод з охорони навколишнього середовища:
- Мадридського протоколу про охорону навколишнього середовища до Договору про Антарктику,
- Договору про Антарктику,
- Конвенції про біологічне різноманіття (CBD),
- Рамкової конвенції ООН про зміну клімату (UNFCCC),
- Кіотського протоколу до Рамкової конвенції,
- Конвенції ООН про боротьбу з опустелюванням (UNCCD),
- Конвенції про міжнародну торгівлю видами дикої фауни і флори, що перебувають під загрозою зникнення (CITES),
- Базельської конвенції протидії транскордонному переміщенню небезпечних відходів,
- Монреальського протоколу з охорони озонового шару,
- Міжнародної конвенції запобігання забрудненню з суден (MARPOL),
- Міжнародної угоди про торгівлю тропічною деревиною 1983 і 1994 років,
- Рамсарської конвенції із захисту водно-болотних угідь[19].

## Фізико-географічне районування

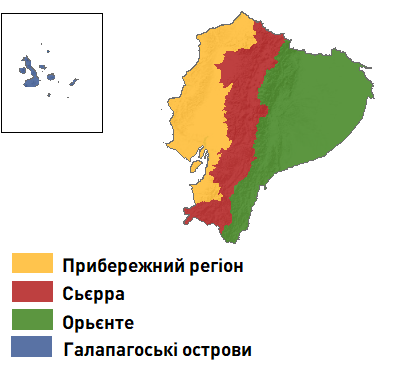
Мапа поділу Еквадору на природні регіони

У фізико-географічному відношенні територію Еквадору поділено на 4 регіони, що відрізняються один від одного рельєфом, кліматом, рослинним покривом:
- Коста (Прибережний регіон).
- Сьєрра (Інтерандіна).
- Орієнте (Амазонас ).
- Галапагоси (Інсулар).

### Українською
- Атлас світу / голов. ред. І. С. Руденко ; зав. ред. В. В. Радченко ; відп. ред. О. В. Вакуленко. — К. : ДНВП «Картографія», 2005. — 336 с. — ISBN 9666315467.
- Атлас. 7 клас. Географія материків і океанів / Укладачі О. Я. Скуратович, Н. І. Чанцева. — К. : ДНВП «Картографія», 2014.
- Барановська О. В. Фізична географія материків і океанів : навч. посіб. для студентів ВНЗ : [у 2 ч.]. — Н. : Ніжинський державний університет ім. Миколи Гоголя, 2013. — 306 с. — ISBN 978-617-527-106-3.
- Бєлозоров С. Т. Географія материків. — К. : Вища школа, 1971. — 371 с.
- Гілецький Й. Р. Природні ресурси світу : Навч. посібник. — Львів : Світ, 2004. — 304 с. — ISBN 966-603-307-0
- Дахно І. І., С. М. Тимофієв. Країни світу: Енциклопедичний довідник. —  К. : Мапа, 2011. — 606 с. —  ISBN 978-966-8804-23-6
- Дубович І. А. Країнознавчий словник-довідник. — К. : знання, 2008.  — 5-те вид., перероб. і доп. —  839 с.  —  ISBN 978-966-346-330-8
- Заставецький Ю. С. Регіональна фізична географія світу : Навч. посібник. — Львів : Світ, 2000. — 480 с.
- Еквадор // Гірничий енциклопедичний словник : [у 3-х тт.] / за ред. В. С. Білецького. — Д. : Східний видавничий дім, 2004. — Т. 3. — 752 с. — ISBN 966-7804-78-X.
- Економічна і соціальна географія країн світу. Навчальний посібник / За ред. Кузика С. П. — Л. : Світ, 2002. — 672 с. — ISBN 966-603-178-7.
- Кукурудза С. І. Біогеографія : Підручник. — Львів : Вид-во ЛГУ ім. Івана Франка, 2006. — 504 с. — ISBN 966-613-502-7
- Маринич О. М., Шищенко П. Г., Пащенко В. І. Фізична географія світу : Підручник.  — К. : Вища школа, 2002. — 463 с. — ISBN 966-642-018-4
- Палієнко В. І., Шищенко П. Г., Бойко В. М. Фізична географія світу : Навч. посібник. — К. : КНУ ім.  Т. Шевченка, 2016. — 246 с. — ISBN 978-966-439-918-1
- Панасенко Б. Д. Фізична географія материків : навч. посіб. : в 2 ч. — В. : ЕкоБізнесЦентр, 1999. — 200 с.
- Пузанов І. І. Зоогеографія : Підручник. — Київ—Львів : Рад. школа, 1949. — 504 с.
- Фізична географія материків та океанів : Підручник у 2-х т. / Ред. П. Г. Шищенко. — К. : Київський університет, 2020. — Т. 2. Африка, Америка, Австралія, Антарктида, Океани. — 470 с. — ISBN 978-966-439-989-8
- Юрківський В. М. Регіональна економічна і соціальна географія. Зарубіжні країни : Підручник. — К. : Либідь, 2001. — 416 с. — ISBN 966-06-0092-5

### Англійською
- (англ.) Graham Bateman. The Encyclopedia of World Geography. — Andromeda, 2002. — 288 с. — ISBN 1871869587.

### Російською
- (рос.) Апродов В. А. Вулканы. — М. : Мысль, 1982. — 368 с. — (Природа мира)
- (рос.) Апродов В. А. Зоны землетрясений. — М. : Мысль, 2010. — 462 с. — (Природа мира) — ISBN 978-5-244-01122-7.
- (рос.) Бабаев А. Г., Зонн И. С., Дроздов Н. Н., Фрейкин З. Г. Пустыни. — М.  : Мысль, 1986. — 320 с. — (Природа мира)
- (рос.) Букштынов А. Д., Грошев Б. И., Крылов Г. В. Леса. — М. : Мысль, 1981. — 316 с. — (Природа мира)
- (рос.) Власова Т. В. Физическая география материков. С прилегающими частями океанов. Южная Америка, Африка, Австралия и Океания, Антарктида. — 4-е, перераб. — М. : Просвещение, 1986. — 269 с.
- (рос.) Гвоздецкий Н. А. Карст. — М. : Мысль, 1981. — 214 с. — (Природа мира)
- (рос.) Гвоздецкий Н. А., Голубчиков Ю. Н. Горы. — М. : Мысль, 1987. — 400 с. — (Природа мира)
- (рос.) Дарлингтон Ф. Зоогеография. Географическое рапространение животных / Пер. с англ. М. М. Мержеевской и К. П. Филонова. Ред.: К. П. Филонов. — М. : Прогресс, 1966. — 520 с.
- (рос.) Долгушин Л. Д., Осипова Г. Б. Ледники. — М. : Мысль, 1989. — 448 с. — (Природа мира) — ISBN 5-244-00315-1.
- (рос.) Дроздов Н. Н., Мяло Е. Г. Биогеография мира : Учебник. — М. : Высшая школа, 1985. — 272 с.
- (рос.) Дорст Ж. Центральная и Южная Америка. — М. : Прогресс, 1977. — 318 с. — (Континенты, на которых мы живем)
- (рос.) Исаченко А. Г., Шляпников А. А. Ландшафты. — М. : Мысль, 1989. — 504 с. — (Природа мира) — ISBN 5-244-00177-9.
- (рос.) Каплин П. А., Леонтьев О. К., Лукьянова С. А., Никифоров Л. Г. Берега. — М. : Мысль, 1991. — 480 с. — (Природа мира) — ISBN 5-244-00449-2.
- (рос.) Словарь современных географических названий / под общей редакцией акад. В. М. Котлякова. — Екатеринбург : У-Фактория, 2006.
- (рос.) Литвин В. М., Лымарев В. И. Острова. — М. : Мысль, 2010. — 288 с. — (Природа мира) — ISBN 978-5-244-01129-6.
- (рос.) Лобова Е. В., Хабаров А. В. Почвы. — М. : Мысль, 1983. — 304 с. — (Природа мира)
- (рос.) Максаковский В. П. Географическая картина мира. Книга I: Общая характеристика мира. — М. : Дрофа, 2008. — 495 с. — ISBN 978-5-358-05275-8.
- (рос.) Максаковский В. П. Географическая картина мира. Книга II: Региональная характеристика мира. — М. : Дрофа, 2009. — 480 с. — ISBN 978-5-358-06280-1.
- (рос.) Энциклопедия стран мира / глав. ред. Н. А. Симония. — М. : НПО «Экономика» РАН, отделение общественных наук, 2004. — 1319 с. — ISBN 5-282-02318-0.